# 维基百科
維基百科（i/ˌwɪkɪˈpiːdiə/ 或 i/ˌwɪkiˈpiːdiə/）是维基媒体基金会运营的一个多语言的線上百科全書，并以创建和维护作为开放式协同合作项目，特点是自由內容、自由编辑、自由版权。目前是全球網絡上最大且最受大眾歡迎的参考工具书，名列全球二十大最受歡迎的網站，其在搜尋引擎中排名亦較為靠前。維基百科目前由非營利組織維基媒體基金會負責營運。Wikipedia是混成詞，分别取自於網站核心技術「Wiki」以及英文中百科全書之意的「encyclopedia」。截至2023年11月，所有語言的维基百科有超过6200万篇條目，每月超过1400万次编辑（平均每秒约5.2次编辑），每月有超過20億個獨立設備訪問各個語言的維基百科網站。大约26%的流量来自美国，其次是日本（5.9%）、英国（5.4%）、德国（5%）、俄罗斯（4.8%）。

## 歷史
维基百科最早是在吉米·威爾斯與拉里·桑格兩人的合作下于2001年1月13日在網際網路上推出的網站服務，並于1月15日正式展開網路百科全書計畫。其中桑格結合了維基百科網站合作核心之「Wiki」以及具有百科全書之意的「encyclopedia」創造出新混成詞「Wikipedia」。在創立之初，維基百科的目標是向全人類提供自由的百科全書，並希望各地民眾能夠使用自己選擇的語言來參與編輯條目。其他書面印刷的百科全書多是由專家主導編輯，之後再由出版商印刷并加以銷售。維基百科在性質上一如其號稱般屬於可自由訪問和編輯的全球知識體，這也意味著除傳統百科全書所收錄的資訊外，維基百科也能夠收錄非學術但仍具有一定媒體關注度的動態事件。2006年《時代》雜誌所評選的時代年度風雲人物「你」中，便提到了全球上百万人於線上以協作方式促進了維基百科的快速成長，同年提及的其他重要網站還有YouTube、MySpace和Facebook。

## 成果
维基百科是強調Copyleft自由內容、協同編輯以及多語言版本一个的網路百科全書项目，以網際網路和Wiki技術作為媒介，已发展為一項世界性的百科全書協作計劃。项目由非營利組織維基媒體基金會負責相關的發展事宜。維基百科由全球各地的志願者们合作编撰而成，截至2020年，整個維基百科已收錄了超過5,500萬篇條目，其中英語維基百科以超過600萬篇條目在數量上位居首位。維基百科允許訪問網站的用戶自由閱覽和修改絕大部分頁面的內容，整個網站的總編輯次數已超過10億次，整個維基百科有超過300種獨立運作的語言版本，且已被普遍認為是規模最大且最流行的網路百科全书。根據知名的Alexa Internet其網路流量統計數字指出全世界總共有近3.65億名民眾使用維基百科，且維基百科也是全球瀏覽人數排名第13高的網站，同時也是全世界最大的無商業廣告的網站。根據估計，維基百科每個月便有將近2.7億的美國人民前往該網站瀏覽。
由於維基百科能夠十分迅速地整理出與最近發生事件相關的資訊，並且任何人都能夠深入整理資料內容，这使得許多人也漸漸將維基百科視為一個新聞來源。同時為方便一般學生或者瀏覽群眾能夠簡單瞭解條目的內容，維基百科中的絕大多數条目都盡可能以簡單的話語來解釋复杂的概念。隨著维基百科的普及，維基新聞、維基教科書等姐妹計畫也随之应运而生。儘管維基百科在其官方政策上堅決擁護可供查證中立觀點這兩項要求，維基百科仍因任何人都能参与編輯的特性受到了社會上許多人士的批評，其中以條目的質量、資訊的準確度、呈現態度的客觀性以及無法提供一致的準確內容為多。部分人士指稱問題在於維基百科所採用的Wiki技術，他們認為任何人都可以編輯維基百科内容这种作法本身就是維基百科最大且無法改變的弊病，這般情況下破壞者能夠輕易在易引起爭紛的政治和宗教條目中添加虚假內容、刪除正確資訊或者任意添加偏見性内容。而維基百科創始人吉米·威爾斯以及英國牛津大學教授喬納森·齊特林（Jonathan Zittrain）等知識份子對於條目準確性的爭議则認為，这在一定程度上源自他人對於維基百科的偏見。為盡可能解決各界對於條目品質的質疑，維基百科也陸續提出許多相對應的方針與指引來保障文章的品質，同時希望協同編輯時能夠列出足以供他人查證、審核及確認的資料來源。但批評者也提到，維基百科上的許多資訊都是由那些崇尚流行文化等事物的民眾为编写自己喜愛的項目而成，這意味著許多情況下網站十分容易受到各種理由而来的人為破壞；批評者也同時指出，就算一些報告證實許多条目在遭到破壞後能很快被轻易恢复，但維基百科內仍包含有大量未經證實或相互矛盾的資訊。不过《自然》在2005年的調查中認為，維基百科在科學文章這一領域與作為傳統百科全書代表的《大英百科全書》有著相似的精確度，但兩者在內容上都有一定程度上的「嚴重缺失」。

## 使用

### 編輯方式
與傳統百科全書相比，維基百科最主要的特點為採取開放的精神。這意味著不論是擁有維基百科帳號的使用者或者是其他匿名的瀏覽者，在閱讀條目的同時也可以把自己所認為適合的內容添加於文章之中；不過在一些特別敏感或者是容易受到破壞的內容則會賦予不同程度的「保護」，藉此以暫時禁止瀏覽者對於一些文章編輯的權限。不過不同語言版本的網站或多或少會修改這項政策，例如在英語維基百科中便只有註冊用戶可以創建新條目。然而維基百科其條目內容並不會歸屬於創建者或者任何編輯者，同時也不會要求任何文章必須給公認的權威人士審核；相反的，編輯者對於文章的內容和架構大多必須經達成共識以作處理。
在一般情況之下，所編輯過的文章都能夠立刻檢討與修正。一些時候編輯維基百科者可能為條目加入內容不精確的字句、具意識形態的偏見或者是無意义的話語，而這些編輯結果必須等待另一名編輯維基百科者發覺並糾正內容。面對這種情況，不同語言版本的維基百科都有各自負責管理的行政架構，同時也允許針對這一現象自由地修改相關政策。例如在德語維基百科便對條目採用「穩定版本」政策，也就是編輯內容在經過他人查閱後才會顯現給一般瀏覽者觀看。不過英語維基百科則沒有採取德語維基百科的模式，其中前者在2010年決定先測試2個月再做決定。英語維基百科的推動者希望能夠藉由「查閱更改」的方式來避免新加入的用戶編輯「爭議」內容或者是輕易破壞文章內容，透過審查的步驟使得一般瀏覽者只會看見查閱前的文章內容。然而在這次測試後英語維基百科社群並沒有就「暫定修改」系統達成共識，最終於2011年5月將文頁面中所有的「暫定修改」內容刪去。

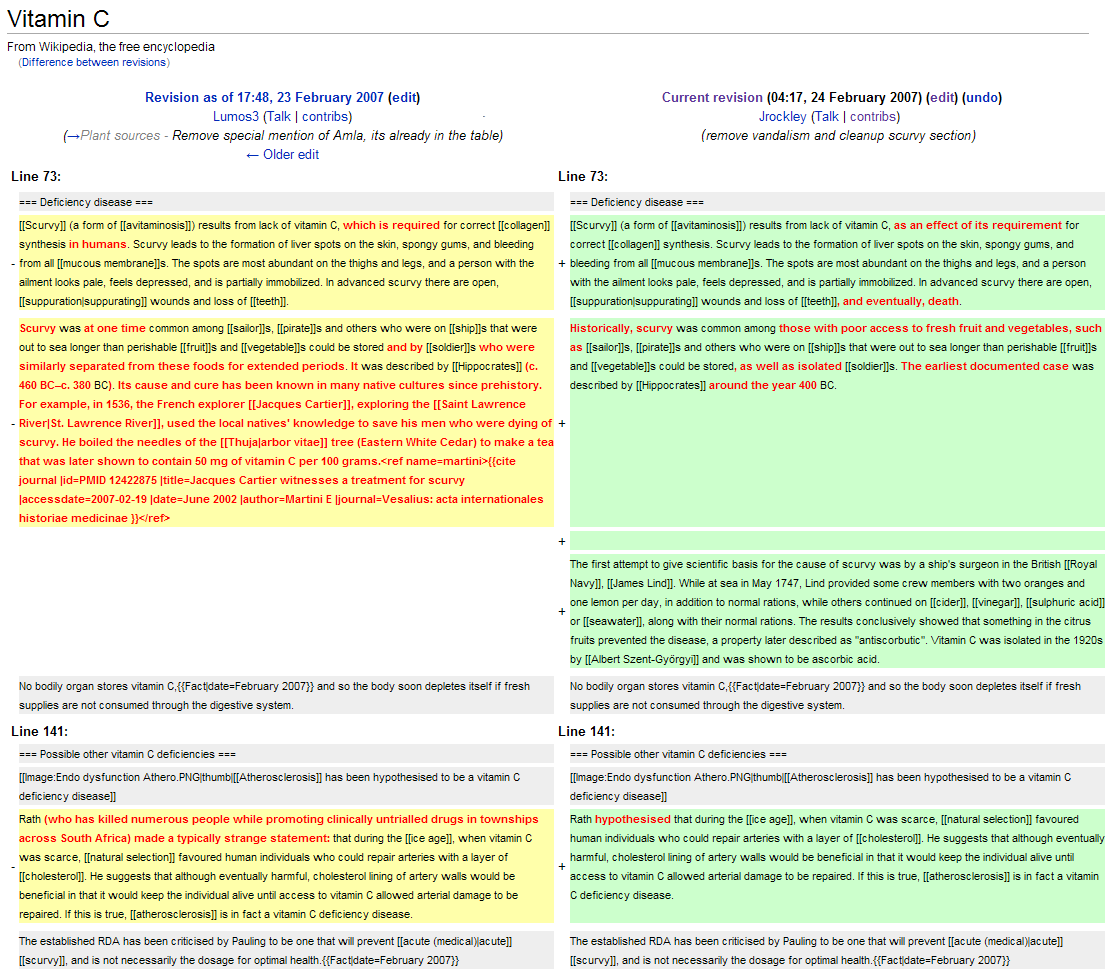
維基百科其使用MediaWiki的頁面紀錄比較，其中於此可以了解兩個版本之中經過修改的頁面，其中紅色的文字即為前後文章的修改之處

無論是否有於維基百科之中註冊，文章貢獻者能夠藉由軟體來編輯內容。每一篇條目都有名為「歷史」的頁面記錄著過去每一次文章的修訂，不過在針對誹謗性內容、犯罪威脅記錄或者是侵犯版權等情況時也有可能會將過去紀錄刪除。例如日語維基百科對於某些受到注目案件的受害者真實姓名會選擇刪除處理，甚至也會依同樣理由干涉其他語言版本的內容。不過一般編輯者也可以於此頁面的選項，撤銷有關內容的不當更改或者是恢復先前被刪去的內容。而每一篇條目之中也會有與其相關的「討論」頁面，這能夠協調編者們針對該條目的編輯活動。另外在數名編輯者們也能夠在固定的「討論」頁面之中尋求「共識」，並常常會以投票來決定條目的內容或者是架構。
此外編輯者也可以於網站的「最近更改」處查看最近修改過的條目，藉此來了解其他參與者的工作。而一些長期參與的編輯成員則會將他們感到有興趣的條目列入「監視列表」之中，如此一來這些用戶便能夠輕鬆地跟踪這些條目的最新修改。許多已有一定程度發展語言版本的維基百科編輯者則往往會更常查閱「監視列表」的變動，原因在於隨著維基百科參與人數的增長會使得「最近更改」列表項目大幅增加。另外每個語言版本的維基百科也會另外有一個待巡查頁面的列表，藉此來審查新創建的條目之中是否有過於明顯的問題。經常遭受到破壞的條目則可以對文章內容申請「半保護」，這樣便只有維基百科的自动确认用戶能夠編輯；而當某一條目過度具有爭議性而引起激烈爭執的話，條目也有可能變成只有系統管理員能夠修改的「全保護」狀況。
除了參與維基百科的志願者外，維基百科也廣泛使用經過設計的電腦程式「機器人」來糾正常見的拼字錯誤或者語法問題，甚至有些「機器人」能夠自動分析統計數據、並以相同格式來編寫地理條目的基礎內容。另外也一些「機器人」被設計來檢測他人對於維基百科的攻擊或者破壞，除了能夠自動或半自動的修復這些文章內容外，透過內容過濾器的設置也能夠及時警告用戶其編輯「不受歡迎」。而透過網路地址的鎖定，「機器人」也能夠阻止其他用戶正在添加可能具有商業性質的廣告網頁，或者是使用傀儡帳號或IP位址來破壞。不過許多語言版本的維基百科在設計出「機器人」之後，必須先經過社群批准才能夠運作。

### 條目分類

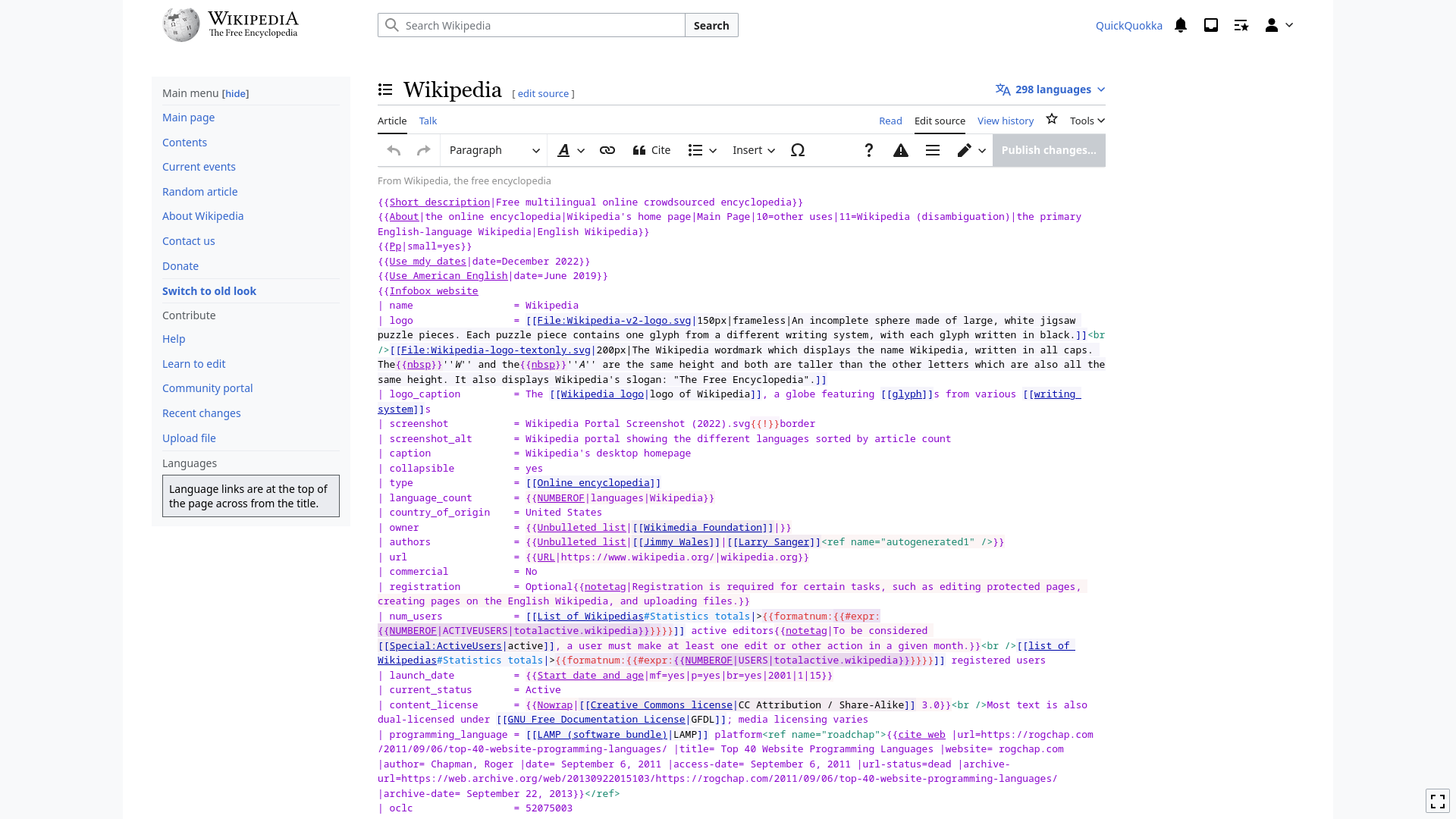
維基百科藉由MediaWiki所推出的編輯界面

維基百科一開始所出現的條目內容大多鬆散且未經過組織，不過通常在之後便會有志願者對其修改，且根據內容擴展情況和條目題材給予分類，藉由分類的方式也可以幫助其他用戶更加容易依照內容和屬性查閱每一篇文章。一篇新條目如果只有一些淺短的定義和條目連結的話，通常會將條目列為「小作品」並且要求他人協助修改。而另一方面如果條目內容極為完善的話，則可能會另外提名為「特色條目」（feature article，後來中文維基稱為典範條目）。研究員賈科莫·波代里（Giacomo Poderi）便發現這類被列為「特色條目」的文章，往往是由數名维基編輯者在密集修改的情況下才能夠達成。「特色條目」在提名之後會由其他編輯用戶決定是否有資格，而在成為「特色條目」便通常會輪流登上維基百科首頁上展示。以英語維基百科來說，平均每天會展示一篇特色條目。然而在2010年的一項研究報告發現，維基百科中特色條目間的文章質量始終無法一致，這使得研究人員認為維基百科社群對於條目內容的評估其實「並無效果」。
在2007年在準備製作維基百科印刷版本時，英語維基百科則決定依照當時文章質量的比例來安排各種不同文章質量的條目刊出。另外維基百科社群的數名編輯用戶也可能會自行組織「專題」，藉此一同編輯特定領域主題的條目文章，並且藉由相關的討論頁來同時協調多篇文章的結構與用詞。

### 破壞行為

英語維基百科上所觀看到對於條目文章的修改，可以看見右方編輯紀錄中对多孔動物門這個條目的破壞

最常見和明顯的破壞類型包括插入虛假資訊、廣告言語、高度黨派意見、是自我觀點的文句或者是其他類型的垃圾郵件等，面對這些破壞行為時大多情況下維基百科社群能夠藉由編輯修改的方式刪除錯誤資訊，甚至能夠完全消除特定頁面的破壞紀錄。然而一些較為少見的破壞行動則可能更難被察覺到，這包括強硬修改成為自己喜愛的格式內容、對條目的標題或者是分類頁面中的解釋進行破壞的頁面語義，甚至是直接修改條目文章的底層代碼等等。
然而由於破壞的次數與可行性，使得維基百科長期以來和其他百科全書相比一直面對這個獨特的挑戰。而這也使得維基百科被批評瀏覽者始終無法肯定自己當前的文章是否有受到破壞，在一定機會上文章可能在先前就被插入虛假的資訊，又或者實際重要的內容反而遭到刪除等等的破壞。前《大英百科全書》主編羅勃特·麥克亨利（Robert McHenry）便提到了維基百科面臨破壞威脅的困境：
|                                     | 到訪維基百科的條目以認識某事物、確定某些事實的用戶，就像前往公共廁所一般。他可能一眼就看到該地方污穢不堪，這樣便會讓他知道要小心翼翼的作出判斷；又或者他看到這地方還算是乾淨，反而可能讓他產生了一種虛假的安全感，唯一可以肯定的是他當然不知道在這之前有誰使用過。 |
| ——羅勃特·麥克亨利（Robert McHenry） | |

明顯的破壞通常很容易從維基百科的文章中移除，根據實驗維基百科在檢測且修復破壞的平均時間大約是幾分鐘。然而美國政治人物約翰·席根塔勒在其個人經歷部分參入了虛假的資料，卻一直到這項破壞編輯過後4個月才被發現，並且隨即被新聞媒體大幅報導。在這次事件之中約翰·席根塔勒、發現此事的《今日美國》編輯部主任和自由論壇（Freedom Forum）暨范德堡大學創始人則詢問威爾斯是否有任何方式能夠知道是誰編輯這些錯誤資訊，威爾斯在第一時間則回答說並沒有辦法。雖然最終能成功追查到肇事者並要求出面道歉，這一事件也導致維基百科其網站上政策的修訂，特別是針對那些在世人物的傳記文章要求更加嚴格的驗證標準。

### 規則制定
維基百科的內容基本上受到美國的著作權與相關法律限制，同時也要遵從以佛羅里達州為主的維基百科伺服器所在州份的當地法律規定。除了與現實生活相關的法律規定外，維基百科的編輯用戶也被要求遵守依照「五大支柱」所制定的種種方針和指引，並希望能夠在這規範之下創造許多適宜的條目內容。這些規定同樣與維基百科的條目一般儲存在wiki系統上，然而如果要編寫或者修改維基百科的政策和指引則必須經由維基百科社群的同意，不過同樣的也能夠藉此輕易刪除或修改不符合規定的規則。許多非英文版本的維基百科計畫最初大多是翻譯英語維基百科的規則來作為自身基礎，而在之後也漸漸會因應自身的發展而在規則上有一定程度上的差異。

#### 內容方針
英語維基百科等語言版本在內的維基百科計畫對於條目內容也多有訂定數條相關規則，其中大多要求文章內容必須以百科全書式的寫法，而反對編寫出如同詞典般的文章內容。另外對於作為話題的事件是否收錄於維基百科中這一部分，則也要求用戶在編輯時應該要注重「收錄標準」；這通常意味著條目內容必須在主流媒體或者主要學術刊物中能夠作為獨立主題的文章，同時能夠得到明顯足夠且可靠的次要來源來支持條目的創建。此外維基百科計畫為了能夠建立一個備受公認的傳達知識媒體，這使得在條目內容中不允許存在有虛構的資訊或者是原創的研究。而為了避免條目的內容遭到其他瀏覽者的質疑，因此維基百科也要求文章需要可靠的消息來源以作為參考。然而這得維基百科的內容反而變成「可供查核但並不正確」，許多維基百科編輯者反而忽視維基百科的作法而另外參入自己的想法；這使得條目常常在審查其正確性時並不會有重大問題，然而實際上文章內容卻已經被維基用戶另外詮釋。久而久之反而使得正確資訊更加難以被有效的呈現，從而阻礙了應該被列入維基百科全書內的資訊增長，甚至在最後後可導致維基百科不能在採取中立觀點紀錄之。為此如果有正反兩面意見和觀點都擁有相應的外部來源作為輔助外，維基百科往往會要求文章內對於條目的觀點必須採集整理出適當份量的資訊內容。

#### 爭議解決
維基百科社群內有許多方法解決爭議，其中最常出現的是被稱作「修改、回退、讨论」（BOLD, revert, discuss cycle）的編輯循環之中，其中往往是一名編者對於條目作出更改，稍後另一名編者將其修改回退至未修改版本，最後兩名編輯用戶便於討論頁上討論彼此所遭遇的問題及其解決方法。然而在某些時候雙方編輯者可能忽視這個過程，進而在就條目內容或者結構上爆發編輯戰，也就是反覆發生一名用戶編輯、然後由另一名用戶回退的情況。
編輯者如果希望能夠解決問題，除了在討論頁商討外，也可以於相關的維基專題頁面中獲得更廣泛的社群共識，或者是另外邀請第三方並徵詢相關意見。而如果雙方已經就條目問題爆發言語衝突的話，編輯者也可以在專門頁面報告對方違反禮儀或者是不文明應對。另外維基百科也提供「互助客棧」或者是「調解委員會」的服務來協助雙方編輯問題的處理，不過實際上對於雙方問題的處理並沒有約束能力或者處分職權，而是偏向重是藉由溝通的方式獲取共識。而如果是就是否刪除條目方面，則維基百科內也有另外的頁面來處理。不過雖然維基百科許多情況之下多會藉由調解的方式處理，然而一些維基百科用戶則認為調解針對某些具有爭議性之問題並無法有效解決。

#### 仲裁處理

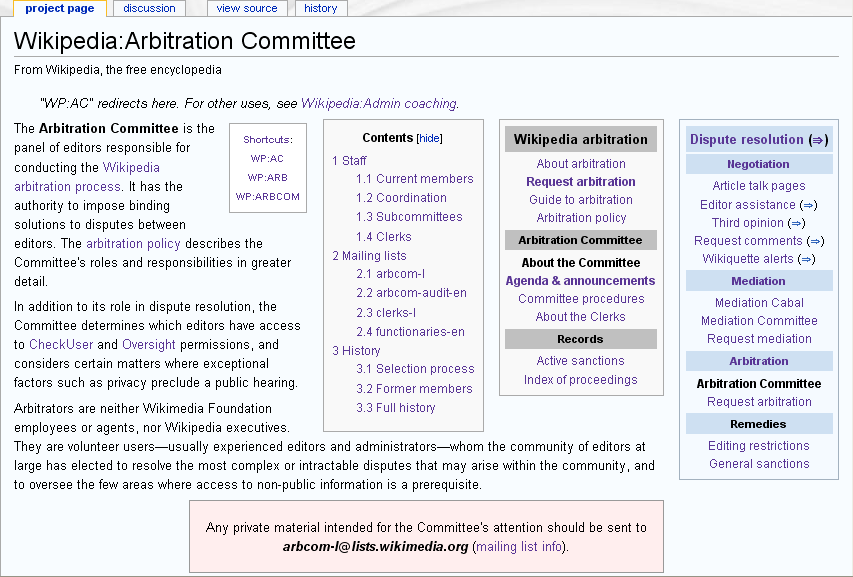
英語維基百科仲裁委員會的介紹頁面

包括英語維基百科在內的維基百科計畫中，則另外設立有仲裁委員會（Arbitration Committee）作為最後的爭議解決手段。雖然許多在維基百科上的糾紛通常是由兩個對立觀點的編輯用戶就條目文章的內容編輯出現嚴重分歧而爆發的，然而仲裁委員會明確拒絕這類觀點爭議案件並認為雙方應該能夠直接解決內容問題。根據統計分析指出委員會通常會忽視雙方爆發爭議的內容，而將重點放在爭端發生的方式。這般作法的原因在於仲裁委員會並非將自身目的定為解決爭議糾紛並維護編輯的和平環境，相反的更加偏向淘汰不適任的問題編輯者來吸引潛在更多熱心編輯用戶的參與。也因此儘管委員會偶爾會在審查爭執問題時會譴責新的編輯內容違反維基百科的政策（例如內容在經過修改後反而立場不中立），但是就文章的內容部分並不會有絕對的規定。其中包括提出警告並暫緩執行懲處（63.2％）、禁止編輯文章（43.3％）、禁止參與主題討論（23.4％）或者是禁止瀏覽維基百科（15.7％），其中完全禁止使用維基百科主要是因為確認假冒他人行為或者是有反社會行為出現；而如果該用戶並假冒他人或者顯現出反社會傾向，相反的其不當行為僅是違反社群共識或者是編輯政策的話，仲裁委員往往則是會發出警告來作處理。

### 隱私問題
在尊重隱私權為前提的情況下，維基百科藉由收錄標準規定使得普通公民能夠有權力保有自己的隱私；然而維基百科提到將會維護一般平民的「私人生活」，但是條目中所出現的人物角色並非都是法律所提到的「公眾人物」（public figure），這導致維基百科在提到注重匿名的網路空間或者是要求在現實（Real life）中匿名者之權益上有些微衝突。Wikipedia Watch則認為「維基百科對於那些重視隱私的人們是一個潛在威脅」，並且提到「維基百科中如果採用責任制的結構，將是解決隱私問題的第一步」。另一個比較特別的個案則是儘管本人與其他重要人物相比並不重要，但是在違背自己意願的情況下仍然出現於維基百科的條目之中。
2006年1月時德國法院下令德語維基百科關閉其在德國的站點，原因在於德語維基百科將已經逝世的混沌電腦俱樂部（Chaos Computer Club）駭客成員「Tron」的本名鮑里斯·佛羅瑞斯克發表出來，隨後佛羅瑞斯克的父母親便向法院提出訴訟並要求他們兒子的姓名能夠自維基百科中刪除。隨後法院便要求禁止使用德國域名「www.wikipedia.de」重新定向在德語維基百科中，不過德國用戶仍然能夠直接訪問總部設在美國佛羅里達州的伺服器網址「de.wikipedia.org」。不過到了2006年2月9日，對於維基百科的禁令再度被德國法院推翻，並且否決了其父母親所堅持著有關只能使用匿名「Tron」以維護隱私權的方式。之後原告在2006年5月再次要求上訴，不過卻遭到柏林市法院（Berlin state court）拒絕繼續審理。

### 社群活動

#### 組織結構

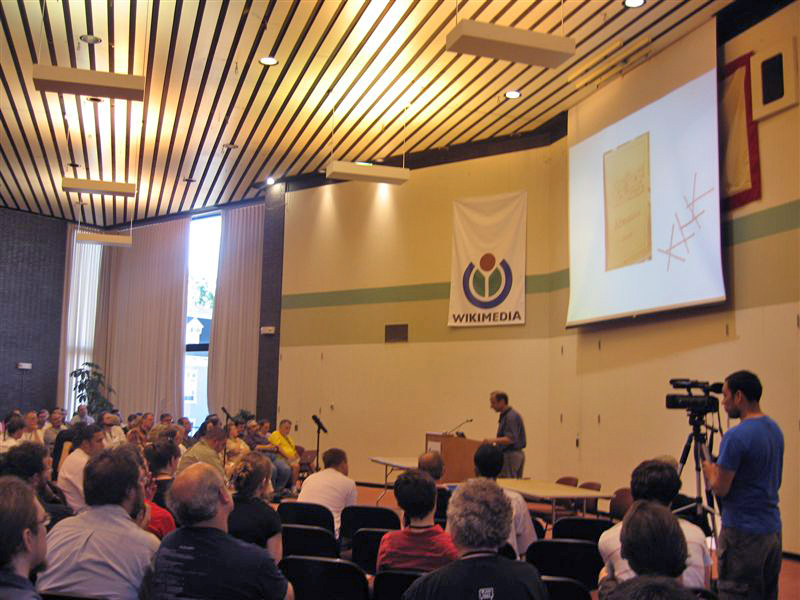
2006年維基媒體國際會議討論狀況，其中維基媒體國際會議是維基百科用戶和其上的維基媒體基金會一同舉辦的年度會議活動

雖然實際上維基百科並非總是傳達有關負面的資訊內容，維基百科社群經常被形容為「邪教組織」，而且這類說法往往是由未能適應社群的用戶所發出的批評。然而維基百科在某些事情執行上更加重視社群的凝聚力，這也意味著即使是沒有任何資格提出者也能夠參與妥協或者討論，而這種只尋求共識的作法有時候也被批評為「反精英主義」。
到了今日維基百科社群已經建立了「各式各樣的官僚體系」，其中為了能夠有效掌握維基百科中條目的編輯修改動向，使得許多語言版本的維基百科陸續由志願擔任管理人員者組織「明確的權力結構」。這些志願協助管理工作的「管理員」往往在維基百科社群中也是擁有良好信譽的編輯用戶，在成為有部分特權的「管理員」之後便擁有能力刪除頁面、封鎖正在被破壞的文章或者是社群嚴重爭執時刪除汙辱性對話，甚至也能夠停止違規用戶的編輯權利。不過「管理員」的權力行使者要在於編輯部分的行使，期望能夠阻止用戶對於維基百科的破壞性編輯，而對於普通的編輯用戶實質上並無管轄權力。此外，管理員在決策決定這一方面也並未享有任何特殊權力。

#### 新進用戶
根據統計，有將近60％的註冊用戶在其註冊之後的24小時之內，並沒有隨即編輯與條目內容。面對這項數據，可能的解釋是這些用戶註冊加入維基百科只是為了一些目的，或者是害怕自身的經驗反而讓他們無法與維基百科社群交流。埃里克·高德曼（Eric Goldman）則寫道主要原因之一是害怕沒有了解維基百科內的基礎文化，包括在討論頁上簽名、編輯慣例以及具有禮儀的討論等等習慣，甚至擔心有些熟悉維基百科的用戶會特意將他們剛加入維基百科者的貢獻視為一種破壞。為此維基百科多鼓勵新進用戶漸漸熟悉維基百科社群的慣例，除了編輯條目之外也能夠建立專屬自己的用戶頁，學習維基百科一些特定技巧與規格並且了解遭遇爭端時的解決步驟，甚至也能夠學習了「令人費解的維基百科文化笑話以及內部各種討論參考」。但是在另一方面非註冊用戶在使用維基百科時則往往會被視為「二等公民」看待，原因在於「所有維基百科社群的成員多認可這些註冊參與者，相信他們在獲得既得利益的基礎上能夠持續參與維護工作」，但是對於IP地址的貢獻歷史則往往不能夠確定有其完整紀錄來作為參考，而一些特定用戶在遭遇衝突時也往往會轉換成非註冊用戶來維護自身觀點。
2009年Business Insider推出了有關維基百科的研究報告，擔任文章編輯暨新聞記者的亨利·布洛吉特（Henry Blodget）便表示在維基百科上隨機抽樣的文章之中，大部分最近文章的文字編輯紀錄主要是由「外人」（鮮少參與創建或者編輯的用戶）所貢獻，而絕大多數文章的編輯整理以及格式調整則是由「自己人」（維基百科註冊用戶）負責。

#### 編輯條目

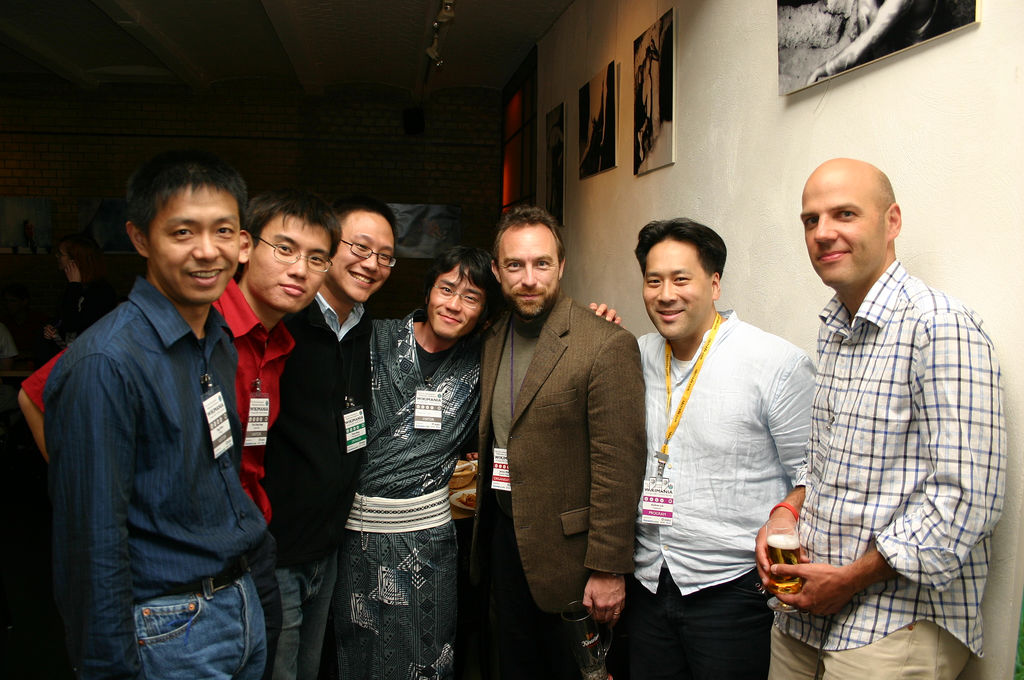
參與2005年8月6日舉辦的維基媒體國際大會的維基用戶和相關人士，從左而右分別是陳霆、「阿仁」、「虎兒」、「太田尚志」、吉米·威爾斯、「Andrew Lih」和斯特凡·邁耶爾（Stephan Meyer）

維基百科並不要求使用的用戶必須鑑定其身分，然而維基百科全書其非傳統模式的增長模式反而促使「是誰編輯維基百科？」這類問題成為今日數個Web 2.0主題的議題之一，甚至如digg等科技網站也多次探討這類問題。威爾斯曾經表示維基百科只有「一個社區......以及數百個志願負責的專門小組」，並表示貢獻維基百科和其他計畫的團隊在很多部分「都十分像任何一個傳統組織」。威爾士在調查524名維基百科用戶時發現，有超過50％的內容僅由0.7%的維基用戶編輯。然而亞倫·斯沃茨在以同樣的方法評估維基百科條目的貢獻者時則獲得不同的看法，他指出再其所採樣的幾篇文章有很大一部分的內容（藉由文字位元組計算）反而是由低編輯次數的用戶所貢獻。而2007年達特茅斯學院研究人員其研究數據則指出：「匿名和偶爾貢獻者在維基百科的修改作為，反而成為維基百科網站註冊者視為可靠知識來源的判斷依據。」雖然這些匿名貢獻者經常只修改與自身有關的領域，然而維基百科大多對於這些用戶給予支持，甚至期望他們在提供內容資訊的同時也能給予可供核查的資料來源。
2003年，經濟學博士研究生安德烈·奇福利利（Andrea Ciffolilli）認為，Wiki軟體創造一個共同發展的環境底下，憑藉著低交易成本和「創造性建設」的方針使得維基百科成功鼓勵他人參與其中。而2008年喬納森·齊特林（Jonathan Zittrain）所出版的《網路的未來》（The Future of the Internet）一書中，則認為維基百科成功的個案開啟了如何開放合作的研究，同時也期望藉此培育網路上的創新想法。然而在2008的研究之中發現，維基百科的用戶並不太同意自身比其他組織還要注重開放程度。甚至在2009年時，有一項研究報告指稱：「有跡象顯示出，維基百科社群對於新內容反而給予越來越多的阻力。」而在2009年舉辦的OOPSLA大會上，維基媒體基金會首席技術官暨高級軟體設計師布里昂·維伯（Brion Vibber）則發表了「社群性能優化：讓你本人能夠順利運行您的網頁」（Community Performance Optimization: Making Your People Run as Smoothly as Your Site）一文。並在會議中表示維基百科除了必須不斷處理這個大型社群的募款問題外，同時也面臨了軟體開發過程的下一步挑戰。

#### 用戶交流
在Wiki軟體的協助之下每個條目除了有編輯頁面之外，同時也會擁有相對應的「討論」頁面，而維基百科的主要社群成員便會在此相互討論，同時藉由「用戶對話頁」也能夠聯絡到特定的維基百科用戶。透過這些頁面能夠幫助維基百科用戶達成共識，並且藉由交談的方式來協助維基百科網站的運作，這包括相關文章的內容應該包含什麼、維基百科網站的規則如何修改或者是對於任何問題促使社群採取行動。
另一方面在英語維基百科管理員暨維基媒體基金會前任理事長麥可·斯諾的主導下，英語維基百科首次推出了作為社群報紙的《維基簡訊》（Wikipedia Signpost）。在《維基簡訊》之中除了介紹了有關維基百科近期發生的新聞和事件，同時也協助推廣包括維基共享資源在內的從姐妹計畫所發起的大型活動。
此外維基百科用戶有時候會基於對方優秀的貢獻付出，因此提供相關的「維基星章」以作為獎勵之用。期望透過個別設計的「維基星章」來促使維基百科社群的進步，這些「維基星章」所讚揚的觀點包括有簡單的編輯條目工作、社群協助，行政工作到和與其他維基百科姐妹計畫的連結工作等等。同時許多研究分析則認為維基百科採行「維基星章」自由授予的制度，促使了整個維基百科社群能夠一同從事大範圍的合作計畫。

#### 資料統計

維基百科各個語言版本與其參與編輯、來自世界各地的用戶對照表

根據一項研究發現，維基百科在內容上的貢獻者「只有13％為女性，而貢獻者平均年齡則是在25歲左右」。為此維基媒體基金會的執行董事蘇·加德納（Sue Gardner）便表示，希望在2015年時能夠將參與維基百科的女性編輯用戶增加到25％左右。全國婦女研究委員會（National Council for Research on Women）主席琳達·巴施（Linda Basch）則指出在參與維基百科的女性編輯者之中，根據統計有超過50％已經完成在美國的學士學位、碩士學位和博士課程。
而在2012年時塔哈·亞西爾（Taha Yasseri）和雅諾什·柯特茲（János Kertész）則在《PLoS ONE》發表研究文章，並以各個維基百科社群其晝夜活動模式作為相對比較基礎，進而估計其他世界各地不同地區使用戶在各個語言版本維基百科的貢獻比例。舉例來說，報告顯示英語維基百科中，來自北美地區的編輯次數侷限於接近50％的比例，而這個比例在簡易英語維基百科更降低至25％。對於這項報告，維基媒體基金會則是希望能夠在2015年將南半球編輯用戶的數量增加到37％。

### 條目內容

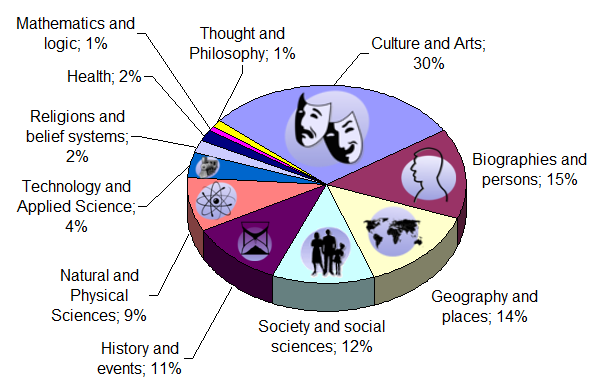
2008年時，有關維基百科內條目分類所占比例的圓餅圖

維基百科其建立目的在於以網路百科全書的方式收錄所有人類的知識，這也意味著在百科全書中所收錄的條目將會涵蓋每個主題。特別是維基百科能夠收錄將近TB等級磁碟空間（Disk space）的條目，這使得維基百科比起其他傳統印刷的百科全書能夠收錄更多主題與內容，這其中也包括有可能會讓人反感或者受到侵犯的色情類型文章。儘管維基百科的這個想法並不需要辯論，但是在某些情況下仍然被認為有爭議點出現。例如在2008年時維基百科便引用了這項政策，針對網路聯署要求英語維基百科撤除「穆罕默德的圖像表達」（Depictions of Muhammad）這類條目的想法而作出了否絕的決定。然而也由於維基百科中收錄了有關政治、宗教、色情等等敏感的主題內容，曾經引起不同國家對維基百科實施審查制度。英國互聯網供應商曾經屏蔽一個被認為涉及性虐待兒童圖像的頁面。中國大陸和巴基斯坦亦曾經完全封鎖維基百科。
2008年時，卡內基美隆大學和帕羅奧多研究中心一同針對維基百科在2006年7月到2008年1月間有關主題內容的分佈以及各個領域的增長情形來作研究，其中各個主題所佔比例與增長情況分別為「文化藝術」類型約占30%（增長210%）、「傳記人物」約占15%（增長97%）、「地理位置」類型約占14%（增長52%）、「社會科學」類型約占12%（增長83%）、「歷史事件」類型約占11%（增長143%）、「自然科學」類型約占9%（增長213%）、「應用技術」類型約占4%（增長-6%）、「宗教信仰」類型約占2%（增長38%）、「身體保健」類型約占2%（增長42%）、「數學邏輯」類型約占1%（增長146%）以及「哲學思想」類型約占1%（增長160%）。不過在這次研究之中所計算的大小僅是指條目的數量，因此可能數量所占比例較高的主題其條目則是短篇文章為主，而數量所占比例較低的主題其條目內容則有比較多的描述。其中為了彌補關注相關主題者較為缺乏的類型和條目，英語維基百科在2011年策劃了「維基百科愛圖書館」（Wikipedia Loves Libraries）的活動，希望藉此能夠與紐約公共圖書館等各大公共圖書館合作完善表演藝術這領域的文章內容。不過在貢獻者協助以及相關條目增長計畫推動的同時，維基百科對於其所該收錄的條目範圍也不斷有編輯用戶提出質疑，甚至有所謂「保留主義」和「刪除主義」的概念出現。
截至2009年為止，根據估計在地球上有將近50億的人口都能夠瀏覽維基百科的條目內容。然而牛津網際網路研究所（Oxford Internet Institute）則在其研究報告中指出維基百科在條目地理分布上極為不平均，其中絕大多數文章內容都是在描述有關於北美洲、歐洲和東亞的內容，而對於絕大部分開發中國家與非洲大部分地區有關的條目則只佔一小部分。然而在許多來自同一觀點生活的編輯用戶在修改主題或者條目時，便有可能出現所謂系統性偏差（Systemic bias）的情況，進而導致條目觀點可能與當時主流或者潛在讀者群的標準不同。而威爾斯則在2011年指出條目內容的不平衡主要是受限於編輯用戶的比例，在這之中又主要是以發達國家且受過高等教育的年輕男性所掌握著。另外在維基百科之中條目內容也有「可能選擇性的偏見」，特別是許多公眾人物的文章反而多是引用反對者的意見作為主軸。儘管許多情況下會有編輯用戶爭論這些觀點是否含有偏見，同時維基百科對這些爭議內容有時也會發起大規模的討論，然而威爾斯則指出對於爭議性政治議題或者兩極化觀點的政治人物仍常有偏見內容出現。

### 語言版本

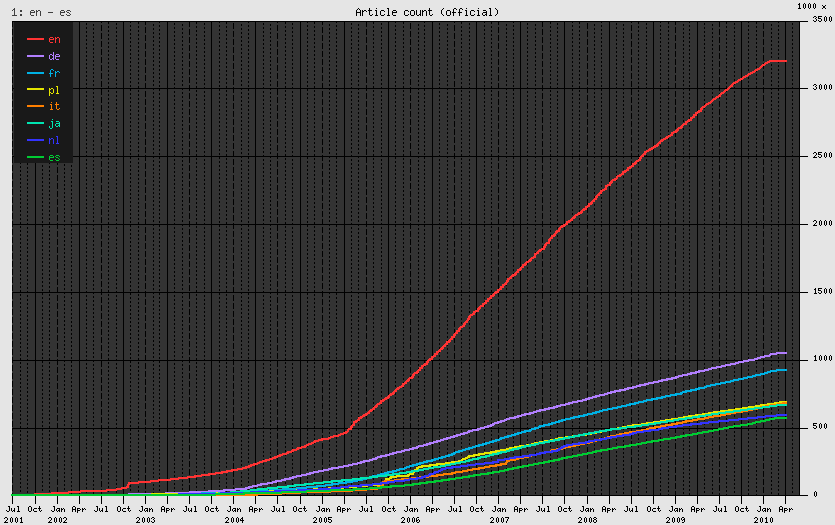
主要語言版本的維基百科其增長情形，其中當前前三名的版本包括有英語維基百科（標記為「en」並使用紅色）、德語維基百科（標記為「de」並使用薰衣草色）和法語維基百科（標記為「fr」並使用青色）

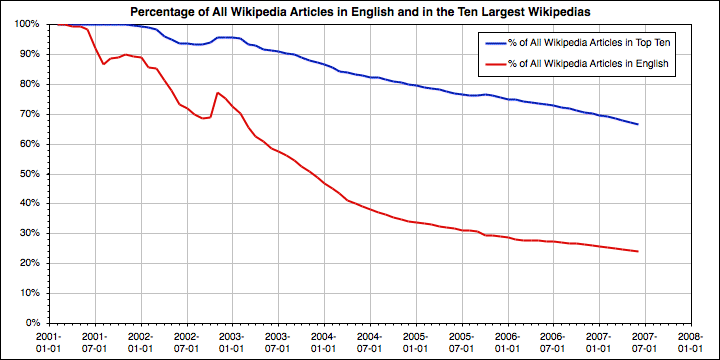
自2001年1月開始在維基百科計畫之中，英語維基百科條目數量（紅色）和前十大語言版本維基百科條目數量（藍色）所佔百分比。其中可以看見截至2007年7月為止，英語維基百科仍然擁有著所有維基百科近23％的條目數量

目前維基百科一共有326種語言版本，其中英語、宿霧語、瑞典語、德語、法語、荷蘭語、俄語、義大利語、西班牙語、波蘭語、瓦瑞語、越南語、日語、中文、埃及阿拉伯文、葡萄牙語、阿拉伯語、烏克蘭語等版本擁有超過100萬篇條目，另外還有44個語言版本的超過10萬篇條目和82個語言版本的維基百科超過10,000篇條目。其中在所有維基百科計畫中規模最大的語言版本為英語維基百科，根據統計光是實質的條目數量便已經超過640萬篇，截至2021年1月，英语维基百科的流量佔维基百科總流量的48%，瀏覽量排名前10的語種约占总流量的85%。
由於維基百科是基於網際網路上運行的，因此來自全球各地的貢獻者可能在瀏覽相同語言版本的維基百科時卻使用不同的方言，又或者受到不同國家的習慣用語影響而使得彼此用語出現些微差異。這些差異可能導致條目的文字拼寫或者用法習慣上出現衝突（例如英語用戶就「color」和「colour」等拼法或者是中文用戶的繁簡體轉換問題等等），或者是受到不同地點社會環境的影響下使得對於條目內容的觀點不一。另外儘管在各種語言版本的維基百科之中也有如同「中立的觀點」般普遍施行的方針，然而許多語言版本的維基百科仍然必須依照自己主要使用用戶的國家其法律限制，這使得各個維基百科計畫在方針和作法上並非一致。其中最為明顯的例子，則是各維基百科必須依照相關法律限制決定是否能夠根據許可而採納自由內容或者合理使用的內容。
威爾斯則對於維基百科發展各種語言版本表示支持，並提到「應該要盡可能讓全世界所有人都能夠使用他們自己的語言，一同努力創造並且充分推廣的高質量之自由百科全書」。不過雖然每個語言版本或多或少都有自己獨立的功能與作法，但是在其上仍然會有相關組織負責監督維基百科計畫的運行，其中包括由元維基負責協調各個維基百科的運作並且提供所有語言版本維基百科重要統計數據的維護工作，另外還有維基媒體基金會負責維護維基百科以及與之相關的計畫運作。此外元維基也提供了每個維基百科應該都要有之條目的列表，其內容涉及到包括傳記、歷史、地理、社會、文化、科學、技術、食品和數學等主題的基本內容。不過另一方面當某個特定語言版本的維基百科有相關條目的文章時，並不意味著另外一個語言版本的維基百科也能有同樣質量的文章內容，例如一些位於美國的小城鎮條目便可能僅有英語版本提供參考。甚至也有些條目或許能夠於與之相關語言的維基百科中創建，但並不意味著便能夠滿足其他語言版本維基百科的「收錄標準」。

絕大多數語言版本的維基百科其翻譯其他語言版本的文章多只佔一小部分，其中主要原因在於大多數維基百科計畫並不允許用戶直接張貼機翻內容，但是一些維基百科社群也往往鼓勵編輯用戶自己翻譯其他語言版本的內容。而在維基百科計畫中如果條目內容也存在於其他語言版本的維基百科時，便能透過「跨Wiki連結」的技術於同一頁面的左側或右側列表中連結數個不同語言的條目內容。另外在多媒體使用這一部分，各個語言版本的維基百科接能夠使用維基共享資源的圖片、聲音與影片等媒材。
 截止2025年8月19日的65,373,195条条目在各语言版本中的分布
PLOS ONE表示根據2012年的一项研究顯示，英语维基百科中的51%的編輯来自北美，简单英语维基百科中這一比例為25% 。

#### 英語維基百科
2014年3月1日，经济学人表示英文版的编辑人数七年内下降了三分之一，而且英文維基百科活躍編輯的流失率相對於其他語言來說要更高。自2008年以来，其他语言平均每月编辑5次或更多的維基人数量相对稳定，相比之下，英文维基百科的活跃编辑人数在2007年达到峰值，约为50,000人，到2014年初降至30,000人。

## 瀏覽

### 內容授權

維基百科所使用的創用CC姓名標示-相同方式分享3.0協議

維基百科的計畫早在2001年創建時便決定採用原本是為自由軟體設計的GNU自由文件授權條款，透過Copyleft授權的方式允許文章內容他處再次傳播、藉此創作延伸作品、允許使用在商業用途並且仍由維基百科保有版權。但是這對於引用維基百科作為參考資料的報告是一個極為糟糕的選擇，原因在於GNU自由文檔許可證文本要求這些引述維基百科的文件也必須完全遵守GNU自由文檔許可證的授權。2002年12月時創用CC授權（Creative Commons license）首次推出，不同於GNU通用公共授權條款專門為軟體授權所訂定、創用CC授權則是專門用來給予各種設計創作的作品使用。在創用CC授權推出之後，包括許多網誌以及在網路上創作的作品紛紛也採用此一授權發佈。但一開始維基百科計畫仍無法直接將許可轉換成為創用CC授權，原因在於GNU通用公共授權條款和創用CC兩種授權內容並不相容。一直到2008年11月時，自由軟體基金會特別重新修改GNU自由文件授權條款；這使得維基百科與其姐妹項目在2009年4月時邀請社群成員舉行討論與投票，並且預定在2009年6月時完成更改授權條款的工作。最終維基百科在2009年8月1日時將其條目授權改為創用CC姓名標示-相同方式分享3.0協議，同時維基百科的內容也適用於新版本的GNU自由文件授權條款。
不過對於多媒體檔案來說，各個語言版本的維基百科則有各自的處理方法。包括英語維基百科在內的語言版本允許在合理使用的情況下使用非自由的檔案，不過其他語言版本的維基百科則由於主要使用國缺乏相關合理使用依據而禁止，例如日語維基百科便受限於《著作權法》而不得使用非自由檔案。對於使用如創用CC姓名標示-相同方式分享3.0協議等自由內容的多媒體檔案，則往往會上傳至由維基媒體基金會所管理的維基共享資源，並且能夠同時提供給各個語言版本的維基百科使用。而維基媒體基金會所不允許上傳到維基共享資源檔案，則是由維基百科作為貢獻者所上傳檔案的託管服務，而對於條目內容有關的法律案件維基媒體基金會亦不需負責。

### 傳播媒介

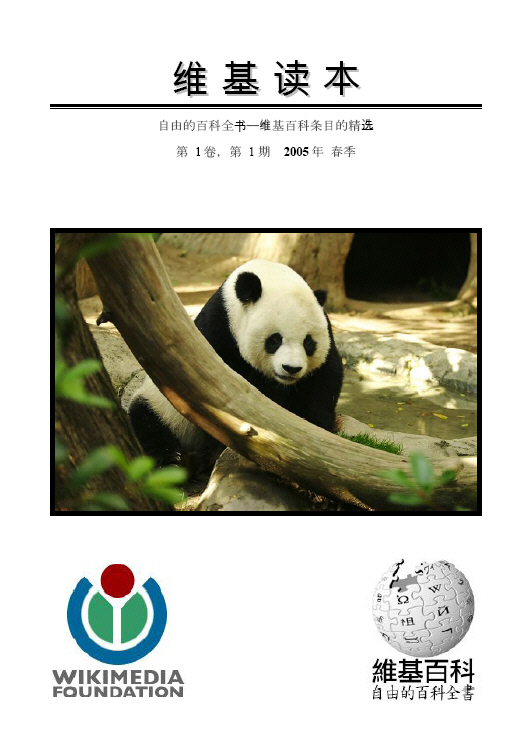
中文維基百科所推出的《維基讀本》第一期封面，由維基百科用戶「百無一用是書生」擔任刊物主編

由於維基百科的內容是根據開放式許可來作為授權條款，這意味著任何人都可以重複發表維基百科內的文章，同時重新發佈內容時也不需要付費。除了維基百科自身網站之外，維基百科的內容不論是於線上或者是離線都曾經使用不同媒體來向外發表，這包括有：
- 網站內容：數以千計的「鏡像站點」紛紛再次發布維基百科的條目內容，有些網站甚至也能夠提供維基百科中所引用的參考來源，在這之中最為著名的網站包括有Answers.com和Reference.com。另外在維基百科推出與行動裝置友好界面前，另外有非官方的Wapedia來傳播維基百科的內容。
- 應用程式：維基百科本身也推出許多於行動裝置上運作的應用程式來推廣維基百科的內容，包括Android、iOS、Windows Phone、BlackBerry和Firefox OS等用戶都能夠藉此瀏覽維基百科的條目。
- 搜尋引擎：一些網際網路搜尋引擎便會藉由Powerset等技術，以在自身搜索結果中能夠將維基百科的內容列為特殊選項，這其中包括有Bing和DuckDuckGo等。
- 各式光碟：維基百科已經多次將自身條目集結推出光碟，例如英語維基百科在2006年時推出收錄2,000多條條目的《維基百科精選》（Wikipedia CD Selection）[153]，波蘭語維基百科也推出收錄共有240,000篇條目的光碟[154]，而德語和西班牙語等語言版本的維基百科也有類似的計畫[155][156]。另外維基百科也與英國SOS兒童村（SOS Children's Villages UK）合作、以維基百科的內容為主推出名為「維基百科校園版」（Wikipedia for Schools）的CD/DVD系列，並且同樣是以自由、經人工審核且非商業性授權發佈，期望光碟中的內容能夠對於英語世界帶來正面幫助。其中光碟所收錄的內容主要是以英國國家課程（National Curriculum）作為標準，不過也能夠另外協助連結到維基百科網站上的條目連結，而如果將其以百科全書的形式出版的話預估要有20冊左右[157]。
- 書籍刊物：許多維基百科的用戶期望能夠將自身的條目內容集結，並且嘗試以傳統出版書籍的方式來推廣[158][159]。其中包括美國出版公司Books LLC以及德國出版商VDM Publishing便曾與維基百科合作，而自2009年以來包括英語、德語、俄語、法語維基百科的用戶紛紛將自身條目採用隨選列印的方式出版各式書籍刊物[160]。
- 語意查詢：自2007年開始，DBpedia開始自英語維基百科的「infoboxes」和「頁面分類」提取數據資料，藉由資源描述框架的技術創建可供查詢的語義網計畫。同時直接透過包括Semantic MediaWiki等轉換技術的協助，使得維基百科的數據資料能夠在網站上擴展成為可供閱讀的語句。而這些導往其他網站的數據資訊也能夠重新使用於維基百科計畫，除了能夠在同一語言版本的維基百科文章之中引用，同時也能夠提供資訊給其他不同語言版本的維基百科使用[161]。

然而維基百科對於其他網站重新使用維基百科的完整條目並非完全鼓勵，特別是反對他人直接透過網路蜘蛛來複製文章內容。然而這些以數據庫轉儲存（Database dump）技術過去只能夠轉移維基百科的文章內容，一直到2007年以後才有相關技術能夠同時給予圖像轉移的服務。另外數個語言版本的維基百科也多設置有「詢問處」的服務，由志願者藉由維基百科內的條目來回答其他網路用戶所提出的各種問題。其中根據《文獻資料工作雜誌》（Journal of Documentation）的研究員普寧娜·肖謝夫（Pnina Shachaf）的統計，維基百科其「詢問處」的回答品質大約與一所標準圖書館其諮詢台相當，其中在所有回覆中大約有55％仍有其準確性。

### 流動版本
維基百科原本預設的媒介是經由連結網際網路的標準網頁瀏覽器來提供用戶瀏覽與編輯服務，另外用戶也能夠以行動裝置網頁（Mobile Web）的模式瀏覽。而在2004年時，行動電話用戶便能夠以無線應用協議與Wapedia的服務來瀏覽維基百科。到了2007年6月時，維基百科首次推出了專門給無線設備使用的官方網站「en.mobile.wikipedia.org」，這同時也支援了包括更為先進的iPhone、Android平台設備與Palm Pre等行動裝置。之後維基百科為了支援行動瀏覽的方式也推出各式各樣的設備與應用軟體，藉此來優化或者提高維基百科的內容在行動裝置的顯示，有些甚至還附加有元數據與地理資訊等等功能。

## 支援

### 管理組織
維基百科是由屬於非營利組織的維基媒體基金會負責託管與資助，同時維基媒體基金會還管理包括維基詞典與維基教科書等與維基百科相關的計畫。維基媒體基金會的經營主要是依賴公眾或者企業的捐贈和補助金。而單一資金捐贈最多者則是在2010年時，由網際網路公司Google所提供的200萬美元補助。資金除了協助各地用戶發展自己的維基百科計畫外，同時也拿來協助推廣維基百科計畫的籌辦以及相關的資金補助。其中根據統計2008年和2009財政年度中，維基媒體基金會的開支總額為每個月470,000美元，其中大約有40％拿來支付30名支薪員工的薪資，另外有將近70,000美元則是提供給網際網路託管服務所需的金費。而在2009年和2010年的財政年度預算中，維基媒體基金會則將所需金額提高到9,700,000美元。而除了維基媒體基金會有聘請員工協助管理外，其他語言版本的維基百科也能自行徵選支薪員工，例如德語維基百科便聘請了20名顧員協助管理維基百科社群、維護系統運作以及主辦活動等。

### 硬體裝置

維基百科的伺服器集群结构图（截止于2010年12月）

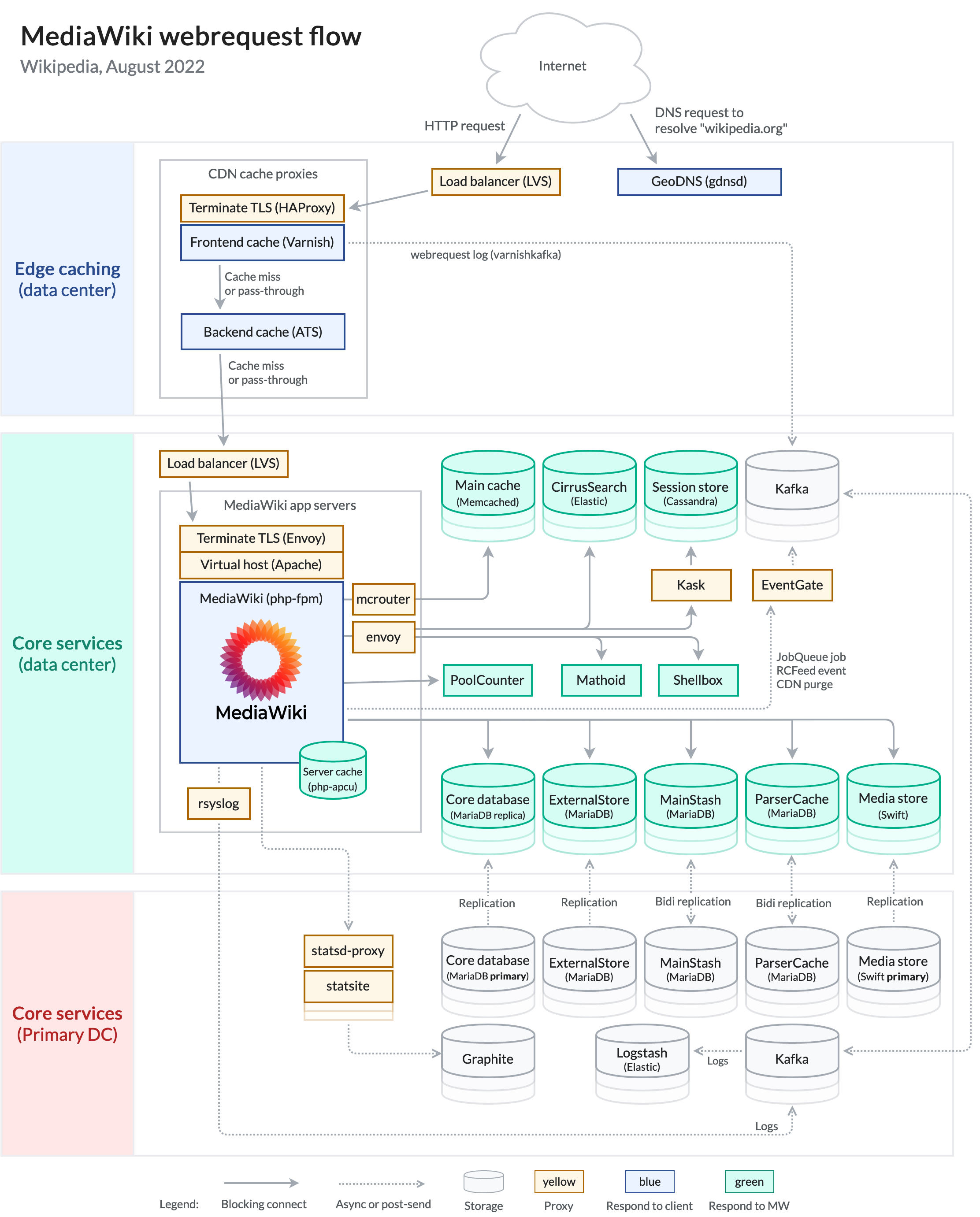
访问维基百科时的请求过程（截止于2022年8月）

維基百科早期仍然只使用一台伺服器來支撐軟體架構，2004年後將伺服器改用分佈式的多層次架構（Multitier architecture）。2005年1月時，維基百科將自身網站計畫移往位於佛羅里達州坦帕的39個專有伺服器中，其中有一個作為主要的數據庫伺服器（Database server）來運行MySQL，另外還有多台作為支援用的數據庫伺服器使用；其他還有21個作為網頁伺服器運行Apache伺服器端軟體，另外還有7個運行Squid來作為網路緩存伺服器使用。維基百科這些伺服器計算機叢集主要是以Linux作業系統為主（其中又以Ubuntu佔大多數），而少部分則是使用OpenSolaris作業系統來運行ZFS。截至2009年12月為止，維基百科在佛羅里達州總共安設了300台伺服器以應付主要維基百科用作的需求外，另外在荷蘭阿姆斯特丹也架設了44部伺服器提供缓存服務，而雅虎也提供23部伺服器設在大韓民國首爾。
如果以一天來作統計標準，維基百科平均每秒會收到將近25,000次到60,000次的頁面更新，其中不加密的請求通过LVS负载均衡到前端的緩存伺服器，使用https的加密请求则会由LVS负载均衡到运行nginx的ssl终端服务器上还原成不加密的请求，再送往缓存服务器。这些缓存服务器原先运行Squid，现在运行Varnish，之後更多不斷更新的數據資料以及3個月間瀏覽維基百科的紀錄也會在此儲存。而在緩存伺服器中無法代理的請求則會送往LVS軟體中，并负载均衡到应用服务器上，这些服务器目前以Apache运行PHP程序mediawiki，未来有计划迁移到HHVM。之後由应用服务器負責將頁面更改的請求送往各個語言版本的維基百科，達成網站頁面在更新後所呈現的效果。而為了能夠有效增加瀏覽速度，維基百科的網頁顯示採用在刪除前採用了分佈式緩存設計，這使得網頁能夠快速進入經常瀏覽的頁面內容。

### 軟體運用
最早維基百科是使用克利福德·亞當斯（Clifford Adams）利用Perl所編寫的UseModWiki引擎，並且以駝峰式大小寫的方法編寫超連結的語法，後來這項特點也被納入當前所使用的MediaWiki雙架構語法之中。2002年1月開始，維基百科改採用馬格努斯·曼斯克專門為維基百科編寫出來的PhpWiki，同時也支援了MySQL數據庫的使用。但儘管之後不斷修改軟體以適應維基百科本身指數增長的需求，到了2002年7月維基百科決定轉移到另外一個同樣以MySQL為基礎、使用PHP編寫並開放原始碼的MediaWiki來負責運作。MediaWiki同樣採用了GNU通用公共授權條款，這使得它能夠使用於所有語言版本的維基百科和相關的姐妹計畫。其中作為自由開源的Wiki引擎，由李·丹尼爾·克羅克（Lee Daniel Crocker）所編寫的MediaWiki同時擁有程式設計、巨集、變數、網頁模板嵌入包含和網域名稱轉址等功能，而之後其他維基百科用戶也紛紛以MediaWiki為基礎另外設計擴展的功能。例如在2005年4月時維基百科便另外在MediaWiki之中加入了內建搜尋的功能，這也使得搜尋結果的操縱從原本MySQL的設計改由Lucene負責。今日維基百科所使用的搜尋引擎為Lucene Search2.1，其中較為特別的是該軟體是基於Lucene資料庫2.3版本以Java為基礎編寫。

## 影響

### 姐妹計畫
在維基媒體基金會的主導之下，維基百科也催生數項姐妹計畫。其中第一個相關計畫為2002年10月所建立的「悼念：九一一Wiki」（In Memoriam: September 11 Wiki），內容則是詳細介紹九一一襲擊事件。2002年12月時推出了提供具有字典功能的維基詞典，而一個禮拜後維基媒體基金會則推出收錄話語的維基語錄，以及同樣共同協作編輯提供自由教科書暨註釋說明的維基教科書。在這之後維基媒體基金會也陸續推出收集自由內容之多媒體的維基共享資源、提供各種民眾所編寫之新聞的維基新聞、作為物種目錄的維基物種、收錄有採用GNU自由文件授權條款或者其他公共領域文字檔案的維基文庫，以及作為收錄自由內容的網路學習資源與提供自由線上教學環境的維基學院計畫。然而在所有的計畫之中，只有維基共享資源其完整度能夠與維基百科相比。

### 出版廠商
一些觀察家指出維基百科的出現代表著傳統百科全書其利益受到威脅，因為負責後者推廣的出版廠商並無法與免費的維基百科競爭。而尼古拉斯·卡爾在其2005年所撰寫的文章《Web 2.0的反思》（The amorality of Web 2.0）之中，則批評隨著Web 2.0大力發展的同時包括維基百科在內由用戶自行創作內容的網站，可能取代更為專業的內容產業出版者，因為「任何時候免費都勝過品質」。卡爾並說道：「在令人狂喜的Web 2.0夢想中隱藏的是業餘人士佔有主導權，我想像不出有什麼東西比這更可怕的。」但對於維基百科或者相似的計畫是否會完全取代傳統出版刊物，仍然一直是不斷受到學術界所質疑的概念之一；例如《連線》雜誌編輯群主編克里斯·安德森（Chris Anderson）便在《自然》中提到，維基百科所採用「群體智慧」的方式並不會取代有著嚴謹同行評審的優秀學報（Scientific journal）。

### 社會互動

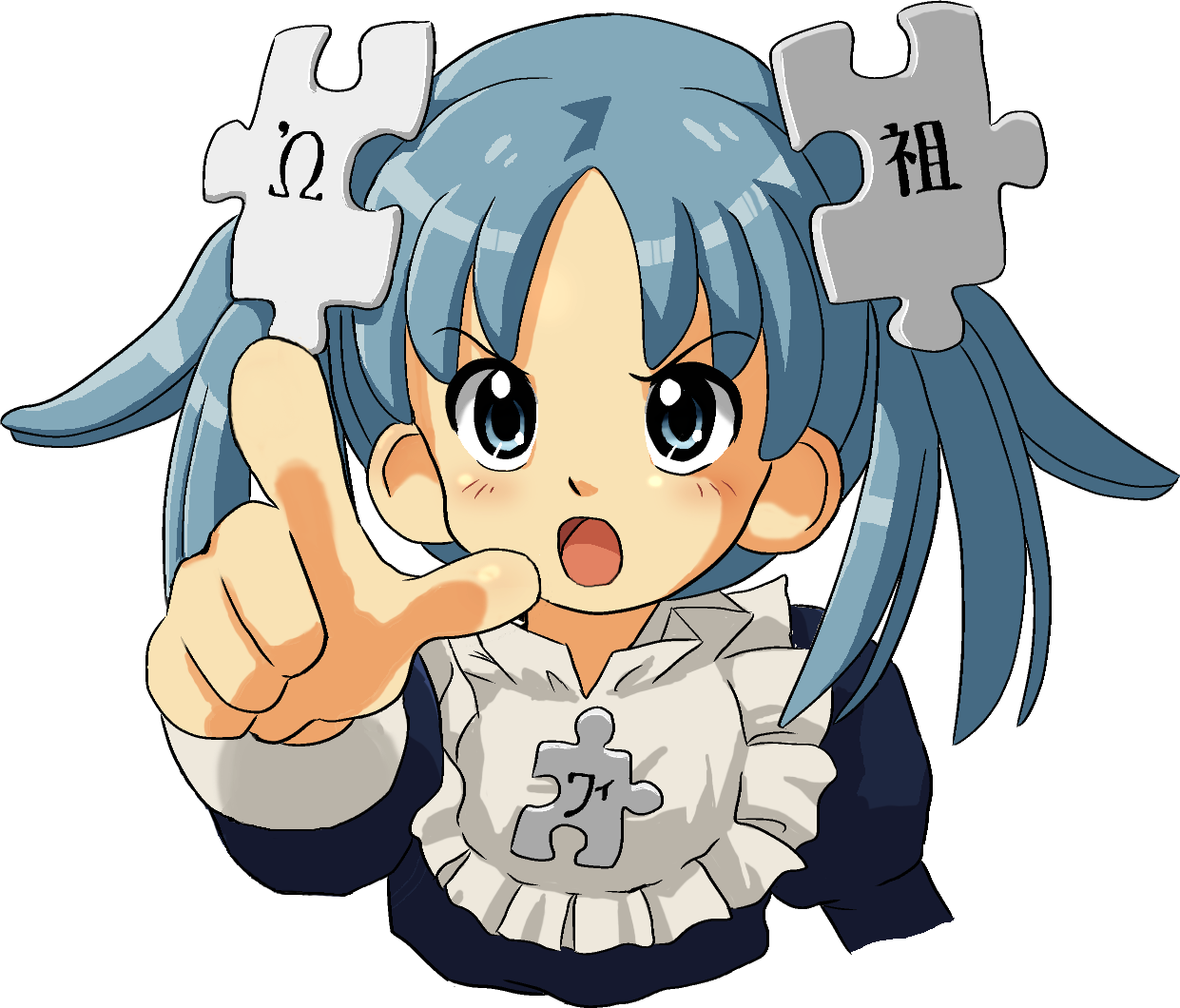
作為維基百科萌擬人化過後的美少女角色維基娘，由日语维基百科維基人「Kasuga~jawiki」所繪製

隨著維基百科條目數量自2001年呈逻辑斯谛函数（Logistic function）穩定增長，維基百科作為參考資料網站的地位也逐漸上升。根據Alexa Internet和comScore的統計，維基百科曾经是世界上最常瀏覽網站前十名之一。而維基百科使用量的快速增長也促使它在Google搜尋結果中擁有重要地位，而維基百科在搜尋引擎的瀏覽量也有約50%是來自Google搜尋。YouTube則打算在影片內嵌入維基百科條目以遏制陰謀論的傳播。隨著網際網路使用的發展，維基百科也漸漸成為學術研究的重要參考資料之一。根據2009年年底的統計指出，全球使用維基百科的人數高達3.65億人次；皮尤研究中心則調查美國民眾於生活中網路的使用，發現有將近三分之一的美國人會參考維基百科的意見。2006年10月時另一份針對維基百科的調查則推估，網站在引入廣告後的市場價值可能有近5.8億美元之譜。
到了今日，維基百科的內容也陸續使用於學術研究、書籍刊物、會議報告和法案資料等使用。例如加拿大國會網站中便於「相關連結」中提供維基百科的條目來介紹同性婚姻，而在「進一步瀏覽」中也提供有關《國民婚姻法令》的資料。不過儘管如美國聯邦法院和世界智慧財產權組織（World Intellectual Property Organization）等陸陸續續引用維基百科的內容作為憑據，不過這些組織往往是拿維基百科作為自身看法的支持資料使用，而不會拿維基百科的內容來作為判斷的依據。另外維基百科的條目也常常被拿來作為主要的來源依據，而一些美國情報體系也曾經在報告中以維基百科作為自身來源。比較特別的是在2008年12月時，科學雜誌《RNA生物學》（RNA Biology）表示如果想在雜誌刊載有關RNA的研究報告，作者必須先以Rfam上的數據資料來協助維基百科編輯RNA相關條目。
維基百科也經常被作為新聞資料的來源使用，然而由於維基百科自由使用的性質也曾多次出現過記者抄襲條目內容。2007年7月時，英國廣播公司廣播第四電台（BBC Radio 4）也以維基百科作為主題拍攝30分鐘的紀錄短片。英國廣播公司認為維基百科在流行社會中的使用增加也加深了人們對於維基百科的認識，這也讓「維基百科」這個詞語成為21世紀的重要名詞之一。英國廣播公司也提到維基百科與Google、Facebook和YouTube已經成為令人熟悉的詞語，甚至如同20世紀的胡佛吸塵器公司（The Hoover Company）和可口可樂一樣作為品牌而不再需要解釋。而在2007年9月16日《華盛頓郵報》則報導表示，維基百科已經成為2008年美國總統選舉重要的交會點之一。《華盛頓郵報》對此表示：「當使用Google搜尋其中一名候選人的名字時，第一個搜尋結果即為維基百科的網站。這使得這些條目的內容如同判定候選人的重要度一般。同時每一天這個時候，與總統有關的內容不斷被編輯、分析和辯論無數多次。」而在2007年10月時路透社發表了《維基百科成為最近身份象徵》（Wikipedia page the latest status symbol）的文章，在該篇報導中提到維基百科已經足以拿其中的條目來判斷事物的知名度。
但是維基百科的高知名度也引來社會開始推測其所帶來的負面意義與影響，例如許多批評者認為同樣是編輯條目的內容，擁有著法律專業的學生便比一般民眾的文字修改更為明確且簡潔。而在2007年9月28日義大利政治家法蘭高·格瑞里尼（Franco Grillini）便於議會中向文化資源部部長提出質疑，要求政府對於維基百科和自由風景（Freedom of panorama）之關連展開檢討。格瑞里尼聲稱作為排名第七名的諮詢網站、維基百科對於自由風景說法的使用已侵犯義大利有關現代建築和藝術作品之照片的規定，甚至進而對於義大利的國家旅遊收入造成了嚴重衝擊。

### 獲得獎項
2004年5月時，維基百科一次獲得了兩個重要獎項。首先是獲得了在年度電子藝術大獎所新設立的「電子社群」項目中獲得第一名，維基百科也將電子藝術大獎所頒發的10,000歐元獎金作為捐款使用，並且於同一年年末參與奧地利電子藝術節（Ars Electronica）所舉辦的活動。此外維基百科也獲得威比獎所頒發的「社區」獎項，同時也被國際數字藝術與科學學院（International Academy of Digital Arts and Sciences）提名為「最佳實踐」類別。2007年1月26日時，品牌頻道（Brandchannel）則將維基百科列為使用者評價排名第四高的品牌，同時就「哪一項品牌在2006年時對我們的生活影響最大？」的票選中獲得15%的支持率。而在2008年9月時，維基百科則和鮑里斯·塔迪奇和彼得·蓋布瑞爾一同獲得了德國德意志工場基金會（Werkstatt Deutschland）勝利女神四馬戰車獎（Quadriga），並由大衛·溫伯格（David Weinberger）於柏林喜歌劇院（Komische Oper Berlin）頒發獎項給代表維基百科的威爾斯，並且捐贈25,000歐元給德語維基百科作為獎金。

### 反面諷刺

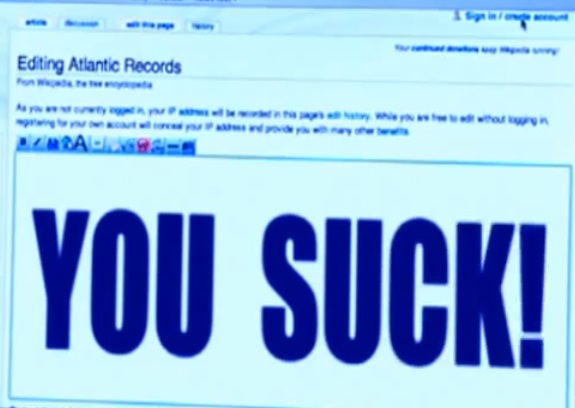
在揚科維奇自己創作歌曲《又白又宅》（White & Nerdy）影片中，出現了維基百科編輯的畫面

維基百科由於其開放性質與參差一定數量的錯誤資訊，以及任何人能夠輕易為了破壞條目而編輯修改文章內容，這一特點也促使維基百科成為許多媒體的諷刺對象。喜劇演員史提芬·荷伯在荷伯報告（The Colbert Report）的許多情節中便不斷提及維基百科上的資料；同時也創建了他也創造了新詞語「wikiality」，並表示這詞意味著「我們可以合作創造一個人人都同意的事實─只是實際上是它是我們剛剛才同意的」。2006年7月時，《洋蔥新聞》（The Onion）也在自己頭版中發表了題為「維基百科慶祝美國獨立第750周年紀念」，來諷刺維基百科其條目內容的準確度問題。
而在電視情景喜劇中也曾多次提到維基百科的特性，例如在2005年電視系列節目《辦公室》的《談判》（The Negotiation）中，情節中的麥可·斯科特（Michael Scott）便說：「維基百科是有史以來最好的東西，在此世界上任何人都可以寫自己所喜歡的主題，所以你也可以在這裡知道你所想得到最好的資訊。」而在2007年電視系列節目《實習醫生成長記》的《我的第一名醫生》（My Number One Doctor）中，則提到維基百科在一些較為輕微的疾病中可以作為參考工具使用；不過在情節中派瑞·考克斯（Perry Cox）博士也提到向自己病患提到維基百科的內容，表示維基百科上編寫生食主義（Raw foodism）能夠有利於骨腫瘤（Bone tumor）治療的用戶，其實在過去也曾經編寫過《太空堡壘卡拉狄加》的劇集列表。
2008年時，喜劇分享網站大學笑了沒（CollegeHumor）製作了《維基百科教授》（Professor Wikipedia）的短片，內容中則以虛構的教授教導自己學生內容混雜且無法驗證的資訊，同時不時還會出現極為荒謬的語句。2009年7月時，英國廣播公司第四電台則推出了搞笑作品Bigipedia，內容則是模仿維基百科將其他荒謬內容放置於網站上。2010年時喜劇演員丹尼爾·杜殊（Daniel Tosh）則鼓勵喜愛自己主持節目《杜殊》（Tosh.0）的觀眾，前往瀏覽維基百科的節目條目中並且協助修改之。

## 評論
雖然維基百科對於編寫不恰當的條目往往會提供有需要改善的標記，然而評論家也指出個別文章的風格以及質量仍然有十分大的變化。而特別是針對具有爭議性的話題、公眾人物或者是歷史人物，往往會有編輯用戶抱持著固有的偏見並將其作為事實加入文章內容中。雖然維基百科的將其自身的任務定調為單純提供訊息而不評斷有爭論性的價值觀，但往往有一些文章仍因此而必須重新對內容審查且修改。但是也有些文章之所以被要求嚴格審查卻是因為較為個人的因素，這包括內容令人不愉快、內容過於艱深專業、文章過於瑣碎而不重要，甚至是因為條目所指的事物令人反感等等。而在2006年時，Wikipedia Watch則批評在英語版本的維基百科網站中隨便搜尋便有數十起編輯用戶抄襲其他文章的案例；面對維基百科侵犯其他文章權益的行為，威爾斯則表示：「我們需處理這樣的作為必須抱持絕對強硬且毫不手軟的態度，因為這種抄襲行為100％與我們所有的核心原則格格不入。」

### 準確度

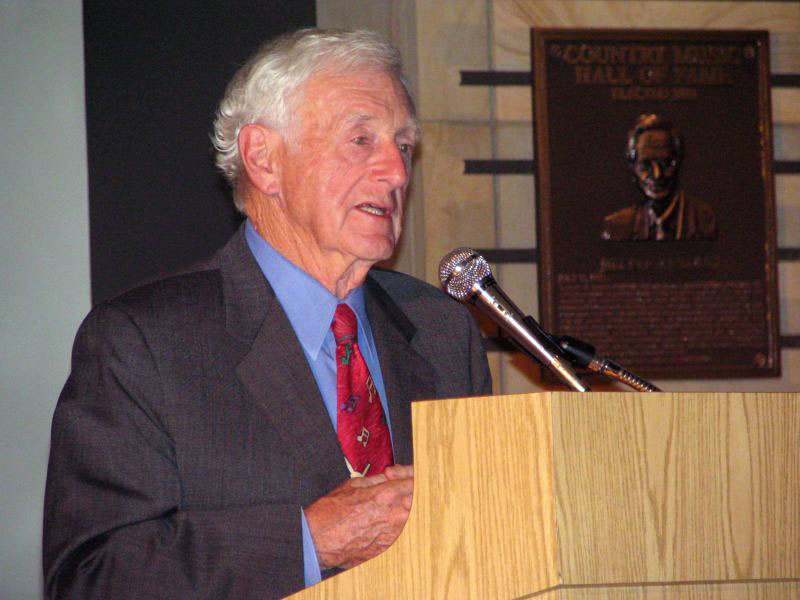
約翰·席根塔勒便曾形容維基百科是「有缺陷且不負責任的研究工具」，照片為席根塔勒前往納士維演講的鏡頭，攝於2005年10月16日

一般傳統的百科全書大多是如同《大英百科全書》一樣安排專家仔細編寫而成，也因此對於這些百科全書而言文章的準確度才能夠為百科全書帶來上聲譽。但是在另一方面，同樣期望能成為百科全書的維基百科則經常被提到其條目所陳述的事實不準確，甚至是有錯誤的資訊不斷被引用提及。澳洲國立大學便對於維基百科主要是由未經過驗證的用戶編寫而成抱持質疑的態度，並且提到絕大多數共同編輯條目內容的編輯用戶往往並非相關類型的專家，但也坦承維基百科在某一程度上仍能夠作為工具書的角色。而2005年12月在雜誌《自然》一篇非科學的報告之中，則指稱英語維基百科在一些科學文章的精確度實際上十分接近《大英百科全書》的水準。《自然》邀請來自各個領域的專家隨機抽查同一個條目內容並檢查條目錯誤，發現兩者在犯下「嚴重錯誤」這方面都有極為接近的機率。根據統計維基百科發現錯誤的頻率只稍微落後《大英百科全書》平均3項錯誤，另外《自然》也在文章中提到維基百科其文章的結構安排往往不佳。但是《自然》這個說法提出後隨即引起許多爭議，特別是就維基百科與《大英百科全書》兩者準確度比較這一部分更引發爭論。2014年，根據美國坎貝爾大學的一項研究發現，維基百科與疾病有關的條目中，十分之九有事實上的錯誤。
由於維基百科其Wiki的編輯架構並允許任何人添加、修改和刪除條目內容的影響，使得對於內容的問題上並不會要求任何編輯用戶索賠或者負責，這也讓維基百科始終「無法有效地保證」條目的內容。但是儘管維基百科就缺乏相關問責制度這方面不斷嘗試作出改善，然而仍或多或少會有些匿名用戶陸續加入虛假的資訊並不斷爭論這些訊息的正確與否，面臨類似的情況往往只能夠以「破壞」的名義處理。但是批評者仍然認為維基百科其開放的性質和大部分資訊皆缺乏正確來源的因素，使得維基百科並不能說十分可靠。而一些評論家則認為維基百科在某些條目可能是可靠的，但是任何一篇條目都不能簡單確定它是否真的可靠。而一些如《大英百科全書》等傳統參考書籍的編輯，便曾多次質疑維基百科是否有作為百科全書的效用和地位。但實際上維基百科絕大多數較高品質的條目往往能夠長期維持其水平，也意味著破壞形容對於內容並沒有批評者所提到的如此龐大影響；另外絕大多數維基百科的管理員針對如政治、宗教等具有爭議性質的內容或者曾長期受到各式破壞的條目，則往往會以巡查編輯行為的方式來維護條目品質，甚至在面臨嚴重破壞行為時採取條目保護的措施。對此經濟學家泰勒·科文則說：「如果不得不要我從維基百科或者是中型的經濟雜誌文章中挑選哪個訊息是正確的，我仍然會毫不囉嗦地選擇維基百科。」他表示就算傳統來源的雜誌是刊登非虛構的事物，仍然是會在文章內容抱持著自身過去的偏見或者是其自創的看法，在他看來雜誌文章過度的報導反而會讓人忽略了新聞報導的相關資訊。不過他也提醒到在網際網路間仍常常會發現不正確的資訊，這也意味著學者和專家必須隨時保持警覺並糾正他們的錯誤。
而另一方面，維基百科採取開放式結構反而使得其在網際網路上成為容易攻擊的目標，這也意味著許多破壞者能夠一次推動大量的作亂訊息或者垃圾郵件來影響維基百科的運作。同時包括美國眾議院在內的政治界以及其他特殊利益集團往往也會要求自己的組織成員，特意前往編輯相關的條目並且加以美化之，甚至微軟還提供金錢方面的獎勵來要求維基百科用戶協助「修飾」相關條目。這個問題也曾經多次藉由模仿的方式證實可以執行，其中最為引人注意的是史提芬·荷伯在荷伯報告（The Colbert Report）中便直接諷刺性提起條目問題。此外在2007年8月時維基掃描器正式運作，並且開始追查沒有使用維基百科帳戶反而利用匿名編輯功能修改維基百科條目者的身分；其中在經過網站調查與比對後，發現許多各式企業或者政府機構成員、職員或者是員工往往以匿名的方式修改與自身相關的文章內容。

### 文章品質
由於維基百科的貢獻者通常只會修改一小部分的條目內容，而鮮少會一次花費長時間修訂所有的文章內容，這使得在同一個條目之中可能會同時混雜著参差不齐的質量內容。歷史學教授洛伊·羅森維（Roy Rosenzweig）便認為《美國傳記大詞典》（American National Biography）其線上版便遠遠贏過維基百科，原因在於《美國傳記大詞典》擁有著「明確且引人入勝的散文」，而這點對於許多優秀的歷史著作來說是十分重要的部分。而羅森維將維基百科中亞伯拉罕·林肯的條目與專門研究南北戰爭的歷史學家詹姆斯·M·麦克弗森所撰寫的《美國傳記大詞典》線上版有關內容相比，認為兩者基本上都能夠準確敘述林肯生活的主要內容；但是他也提到：「麥克佛森有著豐富的語境變化......他的字句巧妙地捕捉到了林肯的聲音......並且也有能力使用極少句話語便能夠傳達深刻的劇情。」而相反的維基百科的文章則被批評為「冗長且沉悶的」。同時羅森維還批評說：「鼓勵NPOV政策根本就是胡來的想法，這樣人們根本就不能在維基百科之中看見任何有關歷史的整體詮釋。」其中他便引用了維基百科對於威廉·昆特里爾（William Quantrill）作為例證，儘管這篇條目在內容質量上多獲得正面評價，但是羅森維則批評內容的結論部分極為「胡扯」。他表示：「一些歷史學家將他描述為機會主義分子與嗜血的逃犯，然而這裡人們能把他視為一名大膽的士兵和當地的民間英雄。」
其他批評者也對於文章也有提出類似的看法，認為即便維基百科的內容是正確無誤的，但是往往是以缺乏文采且幾乎不可讀的風格寫作。經常瀏覽維基百科的評論家安德魯·奧羅斯基（Andrew Orlowski）便評論說：「即使維基百科的條目在事實上是100%正確的，且這些事實往往都有經過細心選擇；然而在讀條目內容時彷彿文章是先從一篇外文翻譯過一遍後又再度翻譯成為第三種語言，而且每次翻譯時都是由那些不懂言語的人負責。」而於湯瑪斯·傑佛遜大學（Thomas Jefferson University）癌症中心學者雅各布·勞倫斯（Yaacov Lawrence ）在評論維基百科的癌症條目時，則提到條目內容上大多是準確的，但是對於大致上需要有九年級閱讀水平的內科醫師數據查詢（Physician Data Query）內容卻往往只用一般大學英文的詞語形容。這使得他認為維基百科之所以缺乏「可讀性」，原因在於其來自不同的來源和雜亂無章的編輯。而《經濟學人》則認為有完善編寫的條目往往更加可靠的，然而「不雅或謾罵的散文格式往往是反映雜亂的思想和不完善的資訊」。

### 可靠性

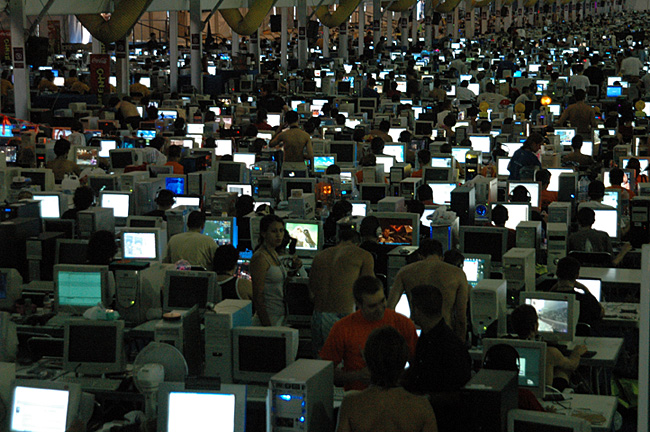
維基百科的內容採用眾包的創作方式意味著任何人都可以在該網站添加虛構不正確的資訊，然而人們也能夠輕易修正這種行為所帶來的錯誤，照片為2004年在西班牙所舉辦的校園派對（Campus Party）活動

大多數大學的學院講師（Lecturer）都不鼓勵學生在學術作品上，引用任何百科全書來取代一次文獻的功用，而一些大學甚至特別強調禁止有關維基百科內容的引用。同時威爾斯也強調無論是任何類型的百科全書通常都不適合作為學術來源使用，更不應該將維基百科視為權威依據而加以引用之。
不過在2007年2月時，《The Harvard Crimson》則發表文章報導指出數名哈佛大學教授將維基百科視為其教學大綱的來源之一，但是彼此對於維基百科的使用卻出現分歧的情況。其中2011年所出版的哈佛法學院教科書《Legal Research in a Nutshell》中便提到在加強相關規定且有效管理的情況下，開放維基百科作為參考來源將會成為一項極大的「福音」，並且認為「雖然維基百科沒有權威性的認證，然而開放對其的使用可以提供些基本事實，同時也能夠協助領往更加艱深困難的來源數據」。
此外在2007年6月時美國圖書館協會前任會長邁克爾·高爾曼（Michael Gorman）則將維基百科連同Google作出譴責，認為學術界如果贊同知識份子使用維基百科作為來源的話就如同「一名營養師建議經常食用大麥克漢堡和各種食物」般。他表示學生學習僅願意使用網際網路上來源的情況令人沮喪，尤其當前有越來越少的文書資料被引用於學術資料中，而大多是取報章雜誌或者網路消息的資訊作為主要來源。而在同一篇文章中，牛津網際網路研究所（Oxford Internet Institute）的研究員珍妮·弗萊（Jenny Fry）便評論引用維基百科作為來源者說：「你不能說因為孩子們使用網際網路便是偷懶的行為，實際上許多學者在他們研究的同時也會使用到搜尋引擎來查詢資料。但不同的是，後者有更多的經驗來判斷什麼是他所要找到的資料以及來源是否具有權威性，因此孩子們應該是要被教導如何在正確以及適當的時機使用網際網路查詢。」

### 爭議內容
由於使用圖像傳達訊息，維基百科在某些程度上遭到了批評，其中一些條目包含令人反感的內容例如糞便、屍體、人體性器官的不雅圖像，維基百科之中也包括一些專門描述色情內容的圖像、有關自慰和射精等硬調色情的影像。這些與維基百科條目相關的圖像或者詳細資訊便能透過網際網路傳達的方式讓任何人觀看，在這其中也包括尚未有完善判斷能力的兒童。其中作為維基百科創始人之一的拉里·桑格便說維基百科可以有一些色情內容，但是對於絲毫不保留便能讓孩童瀏覽的作法感到不滿，同時他也批評維基百科有過於極端且特意的照片和影片在其中。
對於這類爭議內容維基百科也經常受到許多人士要求改善，例如英語維基百科其描述德國重金屬樂團蠍子樂隊其專輯條目《處女殺手》便受到質疑。在《處女殺手》的專輯條目之中，維基百科便直接引用了該專輯原始封面作為介紹；然而該封面的內容則是青春期前（Preadolescence）的女孩照片，在許多國家也由於最初封面引起爭議而由另一圖像作為取代。2008年12月時，網路觀察基金會在接受英國民眾指稱維基百科內含有兒童色情產品將其列為黑名單之中，並且指稱同樣為非營利民間組織的安排這類爭議圖片只會讓人感到「反感」，隨後英國主要的網際網路服務提供商也陸陸續續禁止用戶訪問維基百科4天。
2010年4月時，拉里·桑格向聯邦調查局致函表示擔憂在維基共享資源的兩個分類中含有兒童色情的圖像，並且認為這可能已經違反了《美國猥褻法》（United States obscenity law）的條文規範。桑格後來表示雖然這些涉及戀童或者蘿莉控的圖像並不是拍攝真正的兒童，但是其「對兒童實施性虐待的色情表現」已經足以違反《2003保護法案》（PROTECT Act of 2003）的規定，同時他也認為這些圖像並不適合人們在學校機關瀏覽維基百科。而依據《2003保護法案》的法律規定，法律禁止在美國境內傳播包括攝影、卡通圖像或者是繪畫等等形式的兒童猥褻作品。維基媒體基金會發言人傑伊·沃爾什（Jay Walsh）則強烈反對桑格的指控，強調維基百科內並沒有任何東西是「讓我們感到是非法的」，並表示如果真的有的話也已經由我們自行刪除之。不過在桑格投訴維基百科之後，威爾斯在沒有詢問社群意見的情況下立即刪除這些圖像，這使得一些維護這類型條目的志願者認為刪除的舉動過於草率。稍後威爾斯表示自願放棄在擔任共同創辦人時所獲得的部分特殊權力，同時在維基媒體基金會的郵件列表中寫道：「我們鼓勵這類討論是因為就真正的哲理與內容問題作出利益抉擇，而不是批判我這次行為的執行速度有多快。」

## 類似計畫

### 先前構想
早在維基百科開設網站以前，由民眾自行編寫條目並交互利用多媒體的百科全書概念便已經多次出現。其中最早是1986年連同BBC微電腦系統（BBC Micro）所推出的英國廣播公司末日審判書（BBC Domesday Project）計畫，內容收錄了由超過100萬名英國貢獻者所提供的文件檔案和照片資訊，內容則包括了有關英國本土的地理、藝術和文化等方面。英國廣播公司末日審判書的計畫成為第一個交互式多媒體百科全書，同時也是第一個將大量多媒體檔案透過內部連結的方式呈現之計畫，英國廣播公司末日審判書一推出隨即和許多英國互動式地圖系統合作。而在2008年時，末日審判書計畫將其一部分內容改成於網站上使用的用戶系統來運作。
但是最早發想藉由網際網路的方式共同架構的百科全書計畫，則是網路概念先驅之一的瑞克·蓋茨（Rick Gates）在1993年10月於Usenet新聞群組中提出的構想，但是最後以此衍生出來的Interpedia卻一直處於計畫階段。而早期較為成功且結合與民眾互動的網路百科全書計畫，包括在1998年由Slashdot所協助發展的Everything2、以及道格拉斯·亞當斯於1999年所開設的H2G2。其中這兩個網路百科全書與過去許多媒體百科全書計畫相比，其各自的編輯環境相對較為輕鬆，不過也同樣開始專注在更加多元且詳盡的條目呈現上。但儘管這些計畫在本質上都與維基百科本身極為相似，但都並沒有如Wiki技術般有更加便利的編輯功能，同時計畫也並不給予一般民眾用戶充分的編輯權限。

### 同期發展
在維基百科網站剛創立時除了原本作為主要計畫的Nupedia之外，在2001年1月時另一個同樣有類似概念、由自由軟體基金會理查·斯托曼所推出的GNE網路百科全書計畫。但儘管在過去維基百科、Nupedia和GNE三者作為彼此獨立的百科全書運作，發展到今日Nupedia和GNE紛紛宣布停止運作並且將自身網站內容移植於維基百科網頁上。而隨著維基百科的快速成長，許多網站也紛紛效仿了協同編輯建立知識庫的核心概念。在這其中有如Susning.nu以及自由百科般仍沿用維基百科其開放的核心價值，但也有如頭條百科、百度百科以及保守百科般決定對於用戶實施非正式的自主審查制度。另外也有些網路百科全書則試圖要解決維基百科已知的內容問題，且為了能夠提供更加可靠且具有高品質的條目往往採取過往常見的同行評審制度，這類型的百科全書計畫包括有Scholarpedia與大眾百科。另外也有許多網路憑藉者維基媒體基金會的軟體技術與團隊協助，也紛紛與維基百科一同合作建構開放使用的生物資料庫生命大百科全書以及收錄有古書資料目錄的Marefa。

### 引用
1. ↑  Jonathan Sidener. . 《聖地牙哥聯合論壇報》（U-T San Diego）. 2004-12-06  [2012-08-03]. （原始内容存档于2012-10-04） （英语）.
2. ↑  . 维基媒体.   [2024-09-09]. （原始内容存档于2024-09-11） （英语）.
3. ↑  . The Verge.   [2015-09-19]. （原始内容存档于2015-09-17）.
4. ↑  Mark McNeil. . The Hamilton Spectator. 2011-10-04  [2020-03-11]. （原始内容存档于2019-11-30）.
5. ↑  Alex Woodson. . Reuters. 2007-07-08  [2007-12-16]. （原始内容存档于2007-11-21）. Online encyclopedia Wikipedia has added about 20 million unique monthly visitors in the past year, making it the top online news and information destination, according to Nielsen//NetRatings.
6. ↑  Bill Tancer. . 時代雜誌. 2007-05-01  [2007-12-01]. （原始内容存档于2007-12-09）. The sheer volume of content […] is partly responsible for the site's dominance as an online reference. When compared to the top 3,200 educational reference sites in the US, Wikipedia is No. 1, capturing 24.3% of all visits to the category. Cf. Bill Tancer (Global Manager, Hitwise), "Wikipedia, Search and School Homework" 的存檔，存档日期2012-03-25., Hitwise,2007-03-01.
7. ↑  . comScore. 2012-09-12  [2013-02-06]. （原始内容存档于2013-01-28）.
8. ↑  . Alexa Internet. 2016-05-22  [2016-09-04]. （原始内容存档于2012-02-29）.
9. ↑  .   [2021-03-12]. （原始内容存档于2021-04-20）.
10. ↑  . BBC.   [2016-06-28]. （原始内容存档于2016-07-19）.
11. ↑  . Ecommercetimes.com.   [2016-06-28]. （原始内容存档于2016-08-28）.
12. ↑  . Ars Technica.   [2016-06-28]. （原始内容存档于2016-06-25）.
13. ↑  . Wikimedia Foundation.   [August 8, 2023]. （原始内容存档于2006-04-12）.
14. ↑  . similarweb.com.   [2024-02-21]. （原始内容存档于2020-06-05）.
15. ↑  Mike Miliard. . 《鹽湖城週報》（Salt Lake City Weekly）. 2008年2月20日  [2012年8月3日]. （原始内容存档于2012年10月11日） （英语）.
16. ↑  列夫·葛羅斯曼（Lev Grossman）. . 《時代》. 2006年12月5日  [2012年8月3日]. （原始内容存档于2012年8月2日） （英语）.
17. ↑  Paul Vale. . 《哈芬登郵報》. 2011年10月29日  [2012年8月3日]. （原始内容存档于2012年6月12日） （英语）.
18. ↑  《每日電訊報》. . 《雪梨晨鋒報》. 2011年11月7日  [2012年8月3日]. （原始内容存档于2012年6月29日） （英语）.
19. ↑  . Wikimedia Statistics.   [2012年8月3日]. （原始内容存档于2015年4月19日） （英语）. Wikipedians who edited at least 10 times since they arrived
20. 1 2  . Alexa Internet.   [2012年8月3日]. （原始内容存档于2012年11月27日） （英语）.
21. ↑  Kaplan Andreas, Haenlein Michael (2014) Collaborative projects (social media application): About Wikipedia, the free encyclopedia. Business Horizons, Volume 57 Issue 5, pp.617-626
22. ↑  Bill Tancer. . 《時代》. 2007年3月1日  [2012年8月3日]. （原始内容存档于2012年8月3日） （英语）. The sheer volume of content (Wikipedia claims over 5.3 million entries, 1.6 million in English) is partly responsible for the site's dominance as an online reference. When compared to the top 3,200 educational reference sites in the U.S., Wikipedia is #1, capturing 24.3% of all visits to the category, according to Hitwise data.
23. ↑  Bill Tancer. . 益百利公司（Experian）. 2007年3月1日  [2012年8月3日]. （原始内容存档于2012年3月25日） （英语）.
24. ↑  Alex Woodson. . 路透社. 2007年7月8日  [2012年8月3日]. （原始内容存档于2012年10月23日） （英语）.
25. 1 2  . Alexa Internet.   [2012年8月3日]. （原始内容存档于2009年5月20日） （英语）.
26. 1 2  Stuart West和Adama Diop.  (PDF). 維基媒體基金會.   [2012年8月3日]. （原始内容存档 (PDF)于2012年9月7日） （英语）.
27. ↑  亨特·沃克（Hunter Walker）. . TechCrunch. 2011年2月5日  [2012年8月3日]. （原始内容存档于2012年7月24日） （英语）.
28. ↑  強納森·迪（Jonathan Dee）. . 《紐約時報雜誌》（The New York Times Magazine）. 2007年7月1日  [2012年8月3日]. （原始内容存档于2013年5月23日） （英语）.
29. ↑  酈安治.  (PDF). 德克薩斯州大學奧斯汀分校. 2004年4月  [2012年8月3日]. （原始内容 (PDF)存档于2007年10月29日） （英语）.
30. 1 2  Normann Witzleb. . Legal Education Review. 2009年: 第83頁至第98頁 （英语）.
31. ↑  جوناثان فيلديس. . 英國廣播公司. 2007年8月15日  [2012年8月3日]. （原始内容存档于2013年2月16日）.（阿拉伯文）
32. 1 2  蓋·沃爾特斯（Guy Walters）. . 《每日電訊報》. 2010年6月25日  [2012年8月3日]. （原始内容存档于2012年7月26日） （英语）.
33. ↑  Dan. . Content Strategists. 2010年5月26日  [2012年8月3日]. （原始内容存档于2011年9月14日） （英语）.
34. 1 2 3  洛伊·羅森維（Roy Rosenzweig）. . 英國牛津: 《美國歷史雜誌》（The Journal of American History）. 2006年6月: 第117頁至第146頁  [2012年8月3日]. （原始内容存档于2011年8月17日） （英语）.
35. ↑  Marco Casari、John C. Ham和John H. Kagel. . 美國納士維: 《美國經濟評論》（The American Economic Review）. 2007年9月: 第1,278頁至第1,304頁 （英语）.
36. ↑  拉里·桑格. . Kuro5hin. 2004年12月31日  [2012年8月3日]. （原始内容存档于2006年1月4日） （英语）.
37. 1 2  費爾蘭達·維埃加斯（Fernanda Viégas）、馬汀·懷汀伯格（Martin M. Wattenberg）和庫劭·戴夫（Kushal Dave）.  (PDF). 人因與計算系統研討會（Conference on Human Factors in Computing Systems）. 2004年4月  [2012年8月3日]. （原始内容 (PDF)存档于2006年1月25日） （英语）.
38. ↑  . 美國紐約: 計算機協會. 2004年: 第575頁至第582頁. ISBN 978-1581137026 （英语）.
39. ↑  Reid Priedhorsky、Jilin Chen、Shyong K. Lam、Katherine Panciera、Loren Terveen和John Riedl.  (PDF). 計算機協會. 2007年11月4日  [2012年8月3日]. （原始内容 (PDF)存档于2007年10月25日） （英语）.
40. 1 2  Frank Ahrens. . 《華盛頓郵報》. 2006年7月9日  [2012年8月3日]. （原始内容存档于2011年8月21日） （英语）.
41. 1 2  吉姆·賈爾斯（Jim Giles）. . 《自然》. 2005年12月15日  [2012年8月3日]. （原始内容存档于2009年11月24日） （英语）.
42. 1 2  . 英國廣播公司. 2005年12月15日  [2012年8月3日]. （原始内容存档于2012年8月7日） （英语）.
43. ↑  . 維基媒體基金會.   [2012年8月3日]. （原始内容存档于2012年8月12日） （英语）.
44. 1 2 3  . 中文維基百科.   [2012年8月3日]. （原始内容存档于2012年6月5日）.（中文）
45. ↑  . 英語維基百科.   [2012年8月3日]. （原始内容存档于2012年7月31日） （英语）.
46. ↑  . 英語維基百科.   [2012年8月3日]. （原始内容存档于2012年7月31日） （英语）.
47. ↑  P. Birken. . 元維基. 2008年12月14日  [2012年8月3日]. （原始内容存档于2014年6月22日）.（德文）
48. ↑  . 英語維基百科. 2011年2月  [2012年8月3日]. （原始内容存档于2012年7月31日） （英语）.
49. 1 2  Torsten Kleinz.  (PDF). 《Linux Magazine》. 2005年2月28日  [2012年8月3日]. （原始内容 (PDF)存档于2007年9月25日） （英语）. The Wikipedia's open structure makes it a target for trolls and vandals who malevolently add incorrect information to articles, get other people tied up in endless discussions, and generally do everything to draw attention to themselves.
50. 1 2 3  費爾蘭達·維埃加斯（Fernanda Viégas）、馬汀·懷汀伯格（Martin M. Wattenberg）、弗蘭克·萬·哈姆（Frank van Ham）和馬修·馬克恩（Matthew M. McKeon）. . IBM研究院. 2007年1月3日  [2012年8月3日]. （原始内容存档于2012年8月1日） （英语）.
51. ↑  . 中文維基百科.   [2012年8月3日]. （原始内容存档于2012年6月5日）.（中文）
52. ↑  . 英語維基百科.   [2012年8月3日]. （原始内容存档于2012年8月3日） （英语）.
53. ↑  . 英語維基百科.   [2012年8月3日]. （原始内容存档于2012年7月31日） （英语）.
54. 1 2  Aude. . 英語維基百科. 2009年3月23日  [2012年8月3日]. （原始内容存档于2012年7月31日） （英语）.
55. ↑  . 英語維基百科.   [2012年8月3日]. （原始内容存档于2012年7月31日） （英语）.
56. 1 2  賈科莫·波代里（Giacomo Poderi）. . 《第一個星期五期刊》（First Monday）. 2009年5月  [2012年8月3日]. （原始内容存档于2012年5月6日） （英语）.
57. 1 2  賈科莫·波代里（Giacomo Poderi）. . 荷蘭馬斯垂克: 馬斯垂克大學. 2008年10月 （英语）.
58. ↑  大衛·林塞（David Lindsey）. . 《第一個星期五期刊》（First Monday）. 2010年4月5日  [2012年8月3日]. （原始内容存档于2012年11月24日） （英语）.
59. ↑  . 英語維基百科.   [2012年8月3日]. （原始内容存档于2012年7月31日） （英语）.
60. ↑  . 英語維基百科.   [2012年8月3日]. （原始内容存档于2012年7月31日） （英语）.
61. ↑  Bruce Arnold. . Caslon. 2008年10月  [2012年8月3日]. （原始内容存档于2013年4月23日） （英语）.
62. 1 2  羅勃特·麥克亨利（Robert McHenry）. . 《TCS Daily》. 2004年11月5日  [2012年8月3日]. （原始内容存档于2012年7月29日） （英语）.
63. 1 2  約翰·席根塔勒. . 《今日美國》. 2005年11月29日  [2012年8月3日]. （原始内容存档于2012年1月3日） （英语）.
64. ↑  湯馬斯·佛里曼. . 美國紐約: Farrar, Straus and Giroux. 2007年8月7日: 第124頁  [2012年8月3日]. ISBN 978-0374292782 （英语）.
65. ↑  Brian J. Buchanan. . First Amendment Center. 2006年11月17日  [2012年8月3日]. （原始内容存档于2007-02-12） （英语）.
66. 1 2  Burt Helm. . 《彭博商業周刊》. 2005年12月13日  [2012年8月3日]. （原始内容存档于2012年7月8日） （英语）.
67. ↑  Andrew Hendry. . 《微電腦世界》（PCWorld）. 2008年6月2日  [2012年8月3日]. （原始内容存档于2012年7月28日） （英语）.
68. 1 2 3  . 英語維基百科.   [2012年8月3日]. （原始内容存档于2012年7月31日） （英语）. Wikipedia is not a dictionary, or a usage or jargon guide.
69. ↑  . 英語維基百科.   [2012年8月3日]. （原始内容存档于2012年7月31日） （英语）. A topic is presumed to merit an article if it meets the general notability guideline below, and is not excluded under What Wikipedia is not.
70. ↑  . 中文維基百科.   [2012年8月3日]. （原始内容存档于2012年6月5日）. 維基百科不是發表原創研究或原創觀念的場所。（中文）
71. ↑  . 英語維基百科.   [2012年8月3日]. （原始内容存档于2012年7月31日） （英语）. This means that all quotations and any material challenged or likely to be challenged must be attributed to a reliable, published source using an inline citation.
72. ↑  Noam Cohen. . 法國塞納河畔訥伊: 《國際先驅論壇報》. 2011年8月9日: 第18頁 （英语）. In the case of of dabba kali, a children's game played in the Indian state of Kerala there was a Wikipedia article in the local language, Malayalam, that included photos, a drawing, and a detailed description of the rules. but no sources to back up what was written. Other than, of course the 40 million people who played it as children. There is no doubt……that the article would have been deleted from English Wikipedia if it not had any sources to cite. Those are the rules of the game.
73. ↑  . 英語維基百科.   [2012年8月3日]. （原始内容存档于2012年7月31日） （英语）. All Wikipedia articles and other encyclopedic content must be written from a neutral point of view. NPOV is a fundamental principle of Wikipedia and of other Wikimedia projects. This policy is nonnegotiable and all editors and articles must follow it.
74. ↑  Eric Haas. . AlterNet. 2007年10月26日  [2012年8月3日]. （原始内容存档于2012年10月19日） （英语）.
75. ↑  Noam Cohen. . 《紐約時報》. 2007年4月23日  [2012年8月3日]. （原始内容存档于2015年4月3日） （英语）.
76. ↑  . 中文維基百科.   [2012年8月3日]. （原始内容存档于2012年6月5日）.（中文）
77. ↑  Devin Coldewey. . MSNBC.   [2012年8月3日]. （原始内容存档于2013-02-12） （英语）.
78. ↑  . 英語維基百科.   [2012年8月3日]. （原始内容存档于2012年7月31日） （英语）.
79. 1 2  David A. Hoffman和Salil K. Mehra.  (PDF). 艾默理大學法學院（Emory University School of Law）. 2009年  [2012年8月3日]. （原始内容 (PDF)存档于2012年9月7日） （英语）.
80. ↑  David McHam. . Texas Press Association. 2009年1月6日  [2012年8月3日]. （原始内容存档于2010年11月30日） （英语）.
81. ↑  Daniel Brandt. . Google治印（Google Blogoscoped）. 2005年11月10日  [2012年8月3日]. （原始内容存档于2012年8月8日） （英语）.
82. ↑  萊恩·洛莫納科. . 英語維基百科. 2006年1月6日  [2012年8月3日]. （原始内容存档于2012年7月31日） （英语）.
83. ↑  Torsten Kleinz. . Heinz Heise. 2006年2月9日  [2012年8月3日]. （原始内容存档于2012年9月13日）.（德文）
84. ↑  . 有線電視新聞網. 2003年8月4日  [2012年8月3日]. （原始内容存档于2012年8月13日） （英语）.
85. ↑  Charles Arthur. . 《衛報》. 2005年12月15日  [2012年8月3日]. （原始内容存档于2012年10月4日） （英语）.
86. ↑  . Wikinfo.   [2012年8月3日]. （原始内容存档于2012年8月5日） （英语）.
87. ↑  拉里·桑格. . Kuro5hin. 2004年12月31日  [2012年8月3日]. （原始内容存档于2006年1月4日） （英语）. There is a certain mindset associated with unmoderated Usenet groups and mailing lists that infects the collectively-managed Wikipedia project: if you react strongly to trolling, that reflects poorly on you, not (necessarily) on the troll. If you attempt to take trolls to task or demand that something be done about constant disruption by trollish behavior, the other listmembers will cry "censorship," attack you, and even come to the defense of the troll.……The root problem: anti-elitism, or lack of respect for expertise. There is a deeper problem--or I, at least, regard it as a problem--which explains both of the above-elaborated problems. Namely, as a community, Wikipedia lacks the habit or tradition of respect for expertise. As a community, far from being elitist (which would, in this context, mean excluding the unwashed masses), it is anti-elitist (which, in this context, means that expertise is not accorded any special respect, and snubs and disrespect of expertise is tolerated). This is one of my failures: a policy that I attempted to institute in Wikipedia's first year, but for which I did not muster adequate support, was the policy of respecting and deferring politely to experts. (Those who were there will, I hope, remember that I tried very hard.)
88. ↑  凱蒂·海芙納（Katie Hafner）. . 《紐約時報》. 2006年6月17日  [2012年8月3日]. （原始内容存档于2012年6月18日） （英语）.
89. ↑  Chris Wilson. . 《Slate》. 2008年2月22日  [2012年8月3日]. （原始内容存档于2012年7月3日） （英语）.
90. 1 2  . 英語維基百科.   [2012年8月3日]. （原始内容存档于2012年7月31日） （英语）.
91. ↑  David Mehegan. . Boston.com. 2006年2月13日  [2012年8月3日]. （原始内容存档于2012年10月19日） （英语）.
92. ↑  . 英語維基百科.   [2012年8月3日]. （原始内容存档于2012年7月31日） （英语）.
93. ↑  Katherine Panciera. . 計算機協會. 2009年: 第51頁至第59頁 （英语）.
94. 1 2  埃里克·高德曼（Eric Goldman）. . Journal on Telecommunications and High Technology Law. 2010年2月9日  [2012年8月3日]. （原始内容存档于2012年5月8日） （英语）.
95. ↑  貝絲·西蒙·諾維克（Beth Simone Noveck）. . Journal of Legal Education （英语）.
96. ↑  亨利·布洛吉特（Henry Blodget）. . Business Insider. 2009年6月3日  [2012年8月3日]. （原始内容存档于2012年7月30日） （英语）.
97. ↑  Jean Goodwin.  (PDF). 愛荷華州立大學. 2009年  [2012年8月3日]. （原始内容 (PDF)存档于2009年11月22日） （英语）.
98. ↑  Aniket Kittur、Bryan A. Pendleton和Todd Mytkowicz.  (PDF).   [2012年8月3日]. （原始内容 (PDF)存档于2011年8月21日） （英语）.
99. ↑  亞倫·斯沃茨. . Aaron Swartz. 2006年9月4日  [2012年8月3日]. （原始内容存档于2011年8月21日） （英语）.
100. ↑  Larry Greenemeier. . 《科學人》. 2007年10月19日  [2012年8月3日]. （原始内容存档于2012年9月2日） （英语）.
101. ↑  喬納森·齊特林（Jonathan Zittrain）. . 耶魯大學出版社（Yale University Press）. 2008年3月16日  [2012年8月3日]. （原始内容存档于2009年2月16日） （英语）.
102. ↑  喬納森·齊特林（Jonathan Zittrain）. . 美國紐哈芬: 耶魯大學出版社（Yale University Press）. 2008年4月14日. ISBN 978-0300124873 （英语）. 外部链接存在于|title= (帮助)
103. ↑  Yair Amichai-Hamburger、Naama Lamdan、Rinat Madiel和Tsahi Hayat. . CyberPsychology & Behavior. 2008年12月11日  [2012年8月3日]. （原始内容存档于2015年11月3日） （英语）.
104. ↑  . 《新科學人》. 2008年12月31日  [2012年8月3日]. （原始内容存档于2012年10月17日） （英语）.
105. ↑  吉姆·賈爾斯（Jim Giles）. . 《新科學人》. 2009年8月4日  [2012年8月3日]. （原始内容存档于2012年10月17日） （英语）.
106. ↑  布里昂·維伯（Brion Vibber）. . InfoQuest. 2009年12月23日  [2012年8月3日]. （原始内容存档于2012年9月24日） （英语）.
107. ↑  . 英語維基百科.   [2012年8月3日]. （原始内容存档于2012年7月31日） （英语）. A talk page (also known as a discussion page) is a page which editors can use to discuss improvements to an article or other Wikipedia page.
108. ↑  Noam Cohen. . 《紐約時報》. 2007年3月5日  [2012年8月3日]. （原始内容存档于2012年6月18日） （英语）.
109. ↑  . 英語維基百科.   [2012年8月3日]. （原始内容存档于2012年7月31日） （英语）.
110. ↑  史蒂夫·魯貝爾（Steve Rubel）. . WebProNews. 2005年12月19日  [2012年8月3日]. （原始内容存档于2012年7月16日） （英语）.
111. ↑  . SIGCHI. 2008年: 第47頁. ISBN 978-1605580074 （英语）.
112. ↑  Travis Kriplean、Ivan Beschastnikh和David W. McDonald. . 計算機協會. 2008年  [2012年8月3日]. （原始内容存档于2018年8月16日） （英语）.
113. ↑  Noam Cohen. . 《紐約時報》. 2011年1月3日  [2012年8月3日]. （原始内容存档于2012年6月18日） （英语）.
114. ↑  Alice Henry Whitmore. . 《紐約時報》. 2011年1月31日  [2012年8月3日]. （原始内容存档于2012年12月21日） （英语）.
115. ↑  塔哈·亞西爾（Taha Yasseri）、羅伯特·蘇米（Robert Sumi）和雅諾什·柯特茲（János Kertész）. . 《PLoS ONE》. 2012年1月17日  [2012年8月3日]. （原始内容存档于2012年7月5日） （英语）.
116. ↑   (PDF). 維基媒體基金會.   [2012年8月3日]. （原始内容存档 (PDF)于2012年8月8日） （英语）.
117. ↑  . 英國廣播公司. 2008年12月8日  [2012年8月3日]. （原始内容存档于2012年8月4日） （英语）.
118. ↑  Sophie Taylor. . 路透社. 2008年4月5日  [2012年8月3日]. （原始内容存档于2012年10月4日） （英语）.
119. ↑  Karin Brulliard. . 《華盛頓郵報》. 2010年5月21日  [2012年8月3日]. （原始内容存档于2012年11月7日） （英语）.
120. ↑  Aniket Kittur.  (PDF). 2009年4月8日  [2012年8月3日]. （原始内容 (PDF)存档于2016年4月13日） （英语）.
121. ↑  Amanda Petrusich. . 《紐約時報》. 2011年10月25日  [2012年8月3日]. （原始内容存档于2012年8月7日） （英语）.
122. ↑  . 中文維基百科.   [2012年8月3日]. （原始内容存档于2013年2月16日）.（中文）
123. ↑  . 中文維基百科.   [2012年8月3日]. （原始内容存档于2013年2月16日）.（中文）
124. ↑  . 《經濟學人》. 2008年3月6日  [2012年8月3日]. （原始内容存档于2012年10月7日） （英语）.
125. ↑  Ian Douglas. . 《每日電訊報》. 2007年10月11日  [2012年8月3日]. （原始内容存档于2012年11月12日） （英语）.
126. ↑  Mark Graham. . Zero Geography. 2009年11月12日  [2012年8月3日]. （原始内容存档于2012年7月23日） （英语）.
127. ↑  Kevin Rawlinson. . 《獨立報》. 2011年8月8日  [2012年8月3日]. （原始内容存档于2015年4月9日） （英语）.
128. ↑  Marco Casari、John C. Ham和John H. Kagel. . 《美國經濟評論》. 2007年9月  [2012年8月3日] （英语）.
129. ↑  . 中文維基百科.   [2016年11月11日]. （原始内容存档于2016年11月12日）.（中文）
130. ↑  . 元維基.   [2017年5月4日]. （原始内容存档于2017年8月30日） （英语）.
131. ↑  . 英語維基百科.   [2012年8月3日]. （原始内容存档于2008年6月24日） （英语）.
132. ↑  A455bcd9. . 2021-02-08  [2021-06-25]. （原始内容 (PNG)存档于2022-05-12）.
133. ↑  . 英語維基百科.   [2012年8月3日]. （原始内容存档于2012年7月31日） （英语）.
134. ↑  . 中文維基百科.   [2012年8月3日]. （原始内容存档于2012年9月21日）.（中文）
135. ↑  . 元維基.   [2012年8月3日]. （原始内容存档于2011年8月21日） （英语）.
136. ↑  . 元維基.   [2012年8月3日]. （原始内容存档于2011年8月21日） （英语）.
137. ↑  吉米·威爾斯. . 元維基. 2005年3月8日  [2012年8月3日]. （原始内容存档于2017年7月10日） （英语）.
138. ↑  維基媒體基金會. . 元維基.   [2012年8月3日]. （原始内容存档于2012年8月8日） （英语）.
139. ↑  維基媒體基金會. . 元維基.   [2012年8月3日]. （原始内容存档于2012年8月2日） （英语）.
140. ↑  維基媒體基金會. . 元維基.   [2012年8月3日]. （原始内容存档于2012年8月18日） （英语）.
141. ↑  . 英語維基百科.   [2012年8月3日]. （原始内容存档于2012年7月31日） （英语）.
142. ↑  List of Wikipedias—Meta
143. ↑  Andrew Lih. Wikipedia. Alternative edit policies at Wikipedia in other languages.
144. ↑  . The Economist. 2014-03-01  [2014-03-11]. （原始内容存档于2014-04-08）.
145. ↑  . 英語維基百科.   [2012年8月3日]. （原始内容存档于2012年7月31日） （英语）.
146. ↑  . 維基媒體基金會. 2007年12月1日  [2012年8月3日]. （原始内容存档于2012年7月9日） （英语）.
147. ↑  維基媒體基金會. . 元維基.   [2012年8月3日]. （原始内容存档于2012年8月7日） （英语）.
148. ↑  維基媒體基金會. . 元維基.   [2012年8月3日]. （原始内容存档于2012年6月14日） （英语）.
149. ↑  . 元維基.   [2012年8月3日]. （原始内容存档于2012年9月16日） （英语）.
150. ↑  傑伊·沃爾什（Jay Walsh）. . 維基媒體基金會. 2009年5月21日  [2012年8月3日]. （原始内容存档于2009年5月24日） （英语）.
151. ↑  . 路透社. 2007年11月2日  [2012年8月3日]. （原始内容存档于2012年11月13日） （英语）.
152. ↑  Nate Anderson. . Ars Technica. 2008年5月2日  [2012年8月3日]. （原始内容存档于2012年10月3日） （英语）.
153. ↑  英語維基百科. . Linterweb.   [2012年8月3日]. （原始内容存档于2013年6月3日） （英语）.
154. ↑  . 元維基.   [2012年8月3日]. （原始内容存档于2012年6月23日） （英语）.
155. ↑  . 德語維基百科.   [2012年8月3日]. （原始内容存档于2012年9月7日）.（德文）
156. ↑  . Python Argentina.   [2012年8月3日]. （原始内容存档于2012年8月6日）.（西班牙文）
157. ↑  . 英語維基百科.   [2012年8月3日]. （原始内容存档于2012年7月31日） （英语）.
158. ↑  . 《每日電訊報》. 2009年6月16日  [2012年8月3日]. （原始内容存档于2009年9月9日） （英语）.
159. ↑  . SOS兒童之家（SOS Children's Villages）.   [2012年8月3日]. （原始内容存档于2012年8月4日） （英语）.
160. ↑  Thomas Thiel. . 《法蘭克福彙報》. 2010年9月27日  [2012年8月3日]. （原始内容存档于2012年10月14日）.（德文）
161. ↑  Tom Simonite. . 《技術評論》（Technology Review）. 2010年7月7日  [2012年8月3日]. （原始内容存档于2012年8月13日） （英语）.
162. ↑  . 英語維基百科.   [2012年8月3日]. （原始内容存档于2012年7月31日） （英语）.
163. ↑  維基媒體基金會. . 元維基.   [2012年8月3日]. （原始内容存档于2012年8月1日） （英语）.
164. ↑  普寧娜·肖謝夫（Pnina Shachaf）. . 印第安納大學布盧明頓分校（Indiana University Bloomington）. 2009年12月  [2012年8月3日]. （原始内容存档于2012年8月12日） （英语）.
165. ↑  Hampton Catlin. . 維基媒體基金會. 2009年6月30日  [2012年8月3日]. （原始内容存档于2012年8月2日） （英语）.
166. ↑  . AndroGeoid. 2011年4月1日  [2012年8月3日]. （原始内容存档于2012年4月25日） （英语）.
167. ↑  Jesse Hollington. . iLounge. 2008年11月30日  [2012年8月3日]. （原始内容存档于2012年9月24日） （英语）.
168. 1 2  安侯建業.  (PDF). 維基媒體基金會.   [2012年8月3日]. （原始内容存档 (PDF)于2012年9月7日） （英语）.
169. ↑  維基媒體基金會. . Aktion Deutschland Hilft. 2010年2月17日  [2012年8月3日]. （原始内容存档于2012年7月26日）.（德文）
170. ↑  安侯建業.  (PDF). 維基媒體基金會.   [2012年8月3日]. （原始内容存档 (PDF)于2012年9月4日） （英语）.
171. ↑  . 維基媒體基金會.   [2012年8月3日]. （原始内容存档于2012年9月19日） （英语）.
172. ↑  . 德國維基媒體協會.   [2012年8月3日] （德语）.[永久]
173. ↑   (PDF). 維基媒體基金會.   [2012年8月3日]. （原始内容 (PDF)存档于2014年1月23日） （德语）.
174. ↑  Todd R. Weiss. . 《Computerworld》. 2008年10月9日  [2012年8月3日]. （原始内容存档于2012年10月5日） （英语）.
175. ↑  Ryan Paul. . Ars Technica. 2008年10月10日  [2012年8月3日]. （原始内容存档于2012年8月19日） （英语）.
176. ↑  . 維基媒體基金會.   [2012年8月3日]. （原始内容存档于2013年1月16日） （英语）.
177. 1 2  Wikitech. . 2013年2月  [2014年2月9日]. （原始内容存档于2014年2月25日） （英语）.
178. ↑  Wikitech. .   [2014年2月9日]. （原始内容存档于2014年2月25日） （英语）.
179. ↑  Domas Mituzas.  (PDF). MySQL Users Conference. 2007年  [2012年8月3日]. （原始内容存档 (PDF)于2012年9月7日） （英语）.
180. ↑  Guido Urdaneta、Guillaume Pierre和Maarten van Steen. . Globule. 2009年7月  [2012年8月3日]. （原始内容存档于2012年6月26日） （英语）.
181. ↑  Mediawiki. .   [2014年2月9日]. （原始内容存档于2014年2月21日） （英语）.
182. ↑  Mark Bergsma.  (PDF). 維基媒體基金會.   [2012年8月3日]. （原始内容 (PDF)存档于2009年3月3日） （英语）.
183. ↑  . 英語維基百科.   [2012年8月3日]. （原始内容存档于2019年3月20日） （英语）.
184. ↑  麥可·斯諾. . 英語維基百科. 2005年4月18日  [2012年8月3日]. （原始内容存档于2012年7月31日） （英语）.
185. ↑  Richard Holton. . 元維基. 2005年4月10日  [2012年8月3日]. （原始内容存档于2013年3月30日） （英语）.
186. ↑  Robert Stojnić. . 維基媒體基金會.   [2012年8月3日]. （原始内容存档于2012年6月2日） （英语）.
187. ↑  . 維基媒體基金會.   [2012年8月3日]. （原始内容存档于2013年3月30日） （英语）.
188. ↑  . 元維基.   [2012年8月3日]. （原始内容存档于2012年10月12日） （英语）.
189. ↑  . 維基媒體基金會.   [2012年8月3日]. （原始内容存档于2012年7月30日） （英语）.
190. ↑  尼古拉斯·卡爾. . Rough Type. 2005年10月3日  [2012年8月3日]. （原始内容存档于2012年7月17日） （英语）.
191. ↑  . 英語維基百科.   [2012年8月3日]. （原始内容存档于2012年7月31日） （英语）.
192. ↑  . comScore. 2006年5月4日  [2012年8月3日]. （原始内容存档于2008-07-30） （英语）. “While the “big three” properties remain consistent among worldwide and U.S. audiences, Wikipedia has emerged as a site that continues to increase in popularity, both globally and in the U.S.
193. ↑  . comScore. 2007年12月  [2012年8月3日]. （原始内容存档于2008年1月24日） （英语）.
194. ↑  Michael J. Petrilli. . 胡佛研究所. 2008年3月27日  [2012年8月3日]. （原始内容存档于2008-03-27） （英语）.
195. ↑  LeeAnn Prescott. . Hitwise. 2007年2月16日  [2012年8月3日]. （原始内容存档于2011年8月21日） （英语）.
196. ↑  .   [2022-02-06]. （原始内容存档于2022-05-18）.
197. ↑  LeeAnn Prescott. . Hitwise. 2006年10月17日  [2012年8月3日]. （原始内容存档于2011年8月21日） （英语）.
198. ↑  Lee Rainie和Bill Tancer.  (PDF). 皮尤研究中心. 2007年4月  [2012年8月3日]. （原始内容 (PDF)存档于2008-03-06） （英语）. 36% of online American adults consult Wikipedia It is particularly popular with the well-educated and current college-age students
199. ↑  Ashkan Karbasfrooshan. . watchmojo.com blogs. 2006年10月26日  [2012年8月3日]. （原始内容存档于2012年6月25日） （英语）.
200. ↑  . 英語維基百科.   [2012年8月3日]. （原始内容存档于2012年7月31日） （英语）.
201. ↑  Raghav Sharma. . 社會科學研究網（Social Science Research Network）. 2009年2月19日  [2012年8月3日]. （原始内容存档于2011年6月29日） （英语）.
202. ↑  . 加拿大國會. 2005年7月20日  [2012年8月3日]. （原始内容存档于2012年6月18日） （英语）.
203. ↑  Martha L. Arias. . Internet Business Law Services.   [2012年8月3日]. （原始内容存档于2012-05-20） （英语）.
204. ↑  Noam Cohen. . 《紐約時報》. 2007年1月29日  [2012年8月3日]. （原始内容存档于2012年6月26日） （英语）.
205. ↑  史蒂芬·阿福特古德（Steven Aftergood）. . 美國科學家聯盟. 2007年3月21日  [2012年8月3日]. （原始内容存档于2011年8月21日） （英语）.
206. ↑  Declan Butler. . 《自然》. 2008年12月16日  [2012年8月3日]. （原始内容存档于2012年6月20日） （英语）.
207. ↑  Donna Shaw. . 《美國報刊審查》（American Journalism Review）. 2008年3月  [2012年8月3日]. （原始内容存档于2012年8月5日） （英语）.
208. ↑  Lexington. . 《經濟學人》. 2011年9月24日  [2012年8月3日]. （原始内容存档于2012年6月29日） （英语）. That is question one on the membership application form of the Socialist Labour Party of America.……Though it can trace its history as far back as 1876, when it was known as the Workingmen's Party, no less an authority than Wikipedia pronounces it “moribund”.
209. ↑  Bob Richter. . 《San Antonio Express-News》. 2007年1月9日  [2012年8月3日]. （原始内容存档于2007-10-15） （英语）.
210. ↑  Frank Bridgewater. . 《檀香山星報》（Honolulu Star-Bulletin）. 2006年1月13日  [2012年8月3日]. （原始内容存档于2012年7月29日） （英语）.
211. ↑  英國廣播公司. . 英國廣播公司廣播第四電台（BBC Radio 4）. 2007年7月24日  [2012年8月3日]. （原始内容存档于2011年8月21日） （英语）.
212. ↑  荷西·安東尼奧·瓦爾加斯（Jose Antonio Vargas）. . 《華盛頓郵報》. 2007年9月17日  [2012年8月3日]. （原始内容存档于2012年11月2日） （英语）.
213. ↑  Jennifer Ablan. . 路透社. 2007年10月22日  [2012年8月3日]. （原始内容存档于2012年11月12日） （英语）.
214. ↑  維基媒體基金會. . 元維基.   [2012年8月3日]. （原始内容存档于2012年8月12日） （英语）.
215. ↑  . 國際數字藝術與科學學院（International Academy of Digital Arts and Sciences）. 2004年  [2012年8月3日]. （原始内容存档于2011-07-22） （英语）.
216. ↑  Anthony Zumpano. . 品牌頻道（Brandchannel）. 2007年1月29日  [2012年8月3日]. （原始内容存档于2007年2月20日） （英语）.
217. ↑  . Spiegel Online. 2008年8月20日  [2012年8月3日]. （原始内容存档于2013年2月4日）.（德文）
218. 1 2  史提芬·荷伯. . 荷伯報告（The Colbert Report）. 2006年7月31日  [2012年8月3日]. （原始内容存档于2012年8月3日） （英语）.
219. ↑  . 《洋蔥新聞》（The Onion）. 2006年7月26日  [2012年8月3日]. （原始内容存档于2012年8月24日） （英语）.
220. ↑  英國廣播公司. . 《辦公室》. 2007年4月5日 （英语）.
221. ↑  美國廣播公司. . 《實習醫生成長記》. 2007年12月6日 （英语）.
222. ↑  . 大學笑了沒（CollegeHumor）. 2008年9月16日  [2012年8月3日]. （原始内容存档于2012年7月17日） （英语）.
223. ↑  . British Comedy Guide. 2009年  [2012年8月3日]. （原始内容存档于2012年4月26日） （英语）.
224. ↑  Joselyn Hughes. . 喜劇中心. 2010年2月3日  [2012年8月3日]. （原始内容存档于2012年7月24日） （英语）.
225. ↑  . 喜劇中心. 2010年2月3日  [2012年8月3日]. （原始内容存档于2012年11月25日） （英语）.
226. ↑  . 英語維基百科.   [2012年8月3日]. （原始内容存档于2012年7月31日） （英语）.
227. 1 2  Daniel Brandt. . Wikipedia Watch. 2006年10月27日  [2012年8月3日]. （原始内容存档于2009年11月25日） （英语）.
228. ↑  . 半島電視台. 2008年4月27日  [2012年8月3日]. （原始内容存档于2013年3月11日）.（阿拉伯文）
229. ↑   (PDF). 大英百科全書公司. 2006年3月  [2012年8月3日]. （原始内容存档 (PDF)于2016年7月9日） （英语）.
230. ↑   (PDF). 《自然》. 2006年3月23日  [2012年8月3日]. （原始内容存档 (PDF)于2012年10月18日） （英语）.
231. ↑  .   [2021-03-12]. （原始内容存档于2020-11-01）.
232. ↑  . 英語維基百科.   [2012年8月3日]. （原始内容存档于2012年8月1日） （英语）.
233. ↑  J.R. Raphael. . 《微電腦世界》（PCWorld）. 2009年8月26日  [2012年8月3日]. （原始内容存档于2012年6月17日） （英语）.
234. ↑  史戴西·席芙（Stacy Schiff）. . 美國紐約: 《紐約客》. 2006年7月31日 （英语）.
235. ↑  丹納·博伊德（danah boyd）. . Corante. 2005年1月4日  [2012年8月3日]. （原始内容存档于2011年8月21日） （英语）.
236. ↑  泰勒·科文. . 《新共和》. 2008年3月12日  [2012年8月3日]. （原始内容存档于2008-03-18） （英语）.
237. ↑  拉里·桑格. . 大眾百科. 2006年9月15日  [2012年8月3日]. （原始内容存档于2006年10月11日） （英语）.
238. ↑  Margaret Kane. . CNET. 2006年1月30日  [2012年8月3日]. （原始内容存档于2012年10月3日） （英语）.
239. ↑  布賴恩·伯格斯坦（Brian Bergstein）. . MSNBC. 2007年1月23日  [2012年8月3日]. （原始内容存档于2007年1月28日） （英语）.
240. ↑  凱蒂·海芙納（Katie Hafner）. . 《紐約時報》. 2007年8月19日  [2012年8月3日]. （原始内容存档于2012年8月19日） （英语）.
241. 1 2  洛伊·羅森維（Roy Rosenzweig）. . Roy Rosenzweig Center for History and New Media. 2006年6月  [2012年8月3日]. （原始内容存档于2010年4月25日） （英语）.
242. ↑  安德魯·奧羅斯基（Andrew Orlowski）. . 《The Register》. 2005年10月8日  [2012年8月3日]. （原始内容存档于2012年8月1日） （英语）.
243. ↑  . 合眾國際社. 2010年6月4日  [2012年8月3日]. （原始内容存档于2012年10月21日） （英语）.
244. ↑  . 《經濟學人》. 2007年3月10日  [2012年8月3日]. （原始内容存档于2012年6月10日） （英语）.
245. ↑  Jordan Jakubovitz和Drew Paul. . 《愛默蕾輪報》（The Emory Wheel）. 2006年4月21日  [2012年8月3日]. （原始内容存档于2007年11月7日） （英语）.
246. ↑  Neil L. Waters. . 計算機協會. 2007年9月9日  [2012年8月3日]. （原始内容存档于2014年8月31日） （英语）.
247. ↑  Scott Jaschik. . 《高等教育內幕》（Inside Higher Ed）. 2007年1月26日  [2012年8月3日]. （原始内容存档于2012年8月10日） （英语）.
248. ↑  Maxwell L. Child. . 《The Harvard Crimson》. 2007年2月26日  [2012年8月3日]. （原始内容存档于2012年8月25日） （英语）.
249. ↑  莫里斯·科恩（Morris L. Cohen）和肯恩·奧爾森（Kent Olson）. . 美國曼哈頓: 湯森路透（Thomson Reuters）. 2010年5月28日: 第32頁至第34頁  [2012年8月3日]. ISBN 978-0314264084 （英语）.
250. 1 2  Chloe Stothart. . 《泰晤士高等教育》. 2007年6月22日  [2012年8月3日]. （原始内容存档于2012年12月21日） （英语）.
251. ↑  拉里·桑格. . Wikipediocracy. 2012年6月13日  [2012年8月3日]. （原始内容存档于2012年6月16日） （英语）.
252. ↑  拉里·桑格. . Larry Sanger Blog. 2012年5月29日  [2012年8月3日]. （原始内容存档于2012年8月3日） （英语）.
253. ↑  J.R. Raphael. . 《The Register》. 2008年12月10日  [2012年8月3日]. （原始内容存档于2012年11月7日） （英语）.
254. ↑  Cade Metz. . 《華盛頓郵報》. 2008年12月7日  [2012年8月3日]. （原始内容存档于2012年10月4日） （英语）.
255. ↑  Nick Farrell. . 《調查報》（The Inquirer）. 2010年4月29日  [2012年8月3日]. （原始内容存档于2012年10月3日） （英语）.
256. 1 2  Cade Metz. . 《The Register》. 2010年4月9日  [2012年8月3日]. （原始内容存档于2012年8月15日） （英语）.
257. ↑  Cade Metz. . 《經濟時報》（The Economic Times）. 2010年4月29日  [2012年8月3日]. （原始内容存档于2011年9月17日） （英语）.
258. ↑  法新社. . Google. 2010年4月28日  [2012年8月3日]. （原始内容存档于2012年5月23日） （英语）.
259. ↑  . 英國廣播公司. 2010年5月10日  [2012年8月3日]. （原始内容存档于2010年11月30日） （英语）.
260. ↑  Darren Grant. . 英國廣播公司末日審判書（BBC Domesday Project）. 2011年12月12日  [2012年8月3日]. （原始内容存档于2007年1月15日） （英语）.
261. ↑  Blake Kadatz. . 1993年12月11日  [2012年8月3日]. （原始内容存档于2019年7月8日） （英语）.
262. ↑  理查·斯托曼. . 自由軟體基金會.   [2012年8月3日]. （原始内容存档于2011年8月21日） （英语）.
263. ↑  Orlowski, Andrew. . The Register. 2006-09-18  [2012-08-03]. （原始内容存档于2012年6月14日） （英语）. Larry Sanger describes the Citizendium project as a "progressive or gradual fork", with the major difference that experts have the final say over edits.
264. ↑  Lyman, Jay. . CRM Buyer. 2006-09-20  [2012年8月3日]. （原始内容存档于2012年5月24日） （英语）.
265. ↑  Finn, Robert D.; P. Gardner, Paul; Bateman, Alex. . Nucleic Acids Research. 2011-12-05  [2012-08-03]. PMID 22144683. doi:10.1093/nar/gkr1195. （原始内容存档于2018-06-11） （英语）.

## 外部連結
- 官方网站

其他網站
- （英文） HawPedia （页面存档备份，存于）
- （英文） Coase's Penguin, or Linux and the Nature of the Firm （页面存档备份，存于）
- （英文） Intelligence in Wikipedia （页面存档备份，存于）
- （英文） Jimmy Wales on the birth of Wikipedia （页面存档备份，存于）
- （英文） Nature's responses to Encyclopaedia Britannica （页面存档备份，存于）
- （英文） Operation of a Large Scale, General Purpose Wiki Website.
- （英文） The Free Encyclopedia Project（页面存档备份，存于）
- （英文） The Free Universal Encyclopedia and Learning Resource （页面存档备份，存于）
- （英文） Toward a New Compendium of Knowledge
- （英文） Visualization and Behavior Group （页面存档备份，存于）
- （英文） Wales on Wikipedia （页面存档备份，存于）
- （英文） Wikipedia （页面存档备份，存于）
- （英文） Wikipedia （页面存档备份，存于）
- （英文） Wikipedia Archive.today的存檔，存档日期2012-12-08
- （英文） Wikipedia and why it matters （页面存档备份，存于）

Template:阿斯图里亚斯亲王奖获得者